# 세계도시
파워 도시, 세계 도시, 알파 도시 또는 세계 중심이라고도 하는 글로벌 도시는 세계 경제 네트워크의 교점인 도시이다. 이 개념은 지리학과 도시학에서 비롯되며, 세계화는 금융과 무역의 글로벌 시스템 운영에 대한 중요도에 따라 전략적 지리적 지역에서 창조되고 왜곡된다는 관념에서 비롯된다.
세계도시(世界都市, global city, world city)는 주로 경제적, 정치적, 문화적인 중추 기능이 집적해 있으며, 세계 경제적 시스템에서 중요한 위치를 차지하고 있는 도시를 가리킨다. 가장 복잡한 교점은 "글로벌 도시"로, 다른 도시와 결합하는 연결고리가 글로벌 사회-경제 문제에 직접적이고 가시적인 영향을 미친다.
"메가도시"이라는 용어는 19세기 후반이나 20세기 초반에 보편적으로 사용되기 시작했다. 이 용어의 가장 초기 문서화된 사용 중 하나는 1904년 텍사스 대학교에 의해서였다. 세계도시라는 용어는 미국 사회학의 권위자 중 한명인 사스키아 사센(Saskia Sassen) 교수가 1991년 고안해낸 개념으로, 2001년 출판한 그의 저서 <<The Global City: New York, London, Tokyo (글로벌 도시: 뉴욕, 런던, 도쿄)>>에도 등장한다. 저자가 주장한 바에 따르면, 세계도시는 기능적으로 대기업 및 다국적 기업의 본사가 집중하여 자본과 정보가 모이는 결절지의 역할을 한다. 또 국제 금융 기구, 로펌(law firm) 등의 생산자 서비스업이 발달하였으며, 고급 소비자 서비스업도 발달해 있다.
세계 무역에 크게 관여하는 도시를 의미하는 "세계 도시"는 1886년 5월 The Illustrated London News의 Liverpool에 대한 설명에 등장했다. Patrick Geddes는 이후, 1915년에 "세계 도시"라는 용어를 사용했다. 보다 최근에, 이 용어는 도시의 재정력과 첨단 기술 인프라에 초점을 맞추었고, 다른 요소들은 덜 관련성을 갖게 되었다.
주요 세계 도시로는 도쿄, 뉴욕, 런던이 언급된다. 또 국제 금융, 경제, 정치, 문화, 교통, 연예, 산업, 인구의 세계적 영향력에 따라 세계 도시 중에서도 최상위도시, 상위도시로는 파리, 브뤼셀, 프랑크푸르트, 상하이, 홍콩, 싱가포르, 로스앤젤레스, 시카고, 상파울루 등이 언급된다.

## 기준
경쟁 그룹들은 세계 도시를 분류하고 순위를 매기고, 비세계 도시와 구별하기 위한 다양한 대안 방법을 개발했다. 경쟁 그룹들은 세계 도시를 분류하고 순위를 매기고, 비세계 도시와 구별하기 위한 다양한 대안 방법을 개발했다. 세계 주요 도시에 대한 공감대가 형성되어 있지만, 선택한 기준에 따라 다른 도시들이 포함된다. 선택 기준은 기준 값 (예: 생산자-서비스 부문이 가장 큰 부문인 경우 도시 X는 세계 도시) 또는 긴급한 결정 (도시 X의 생산자-서비스 부문이 다른 도시 N의 생산자-서비스 부문을 합친 것보다 큰 경우)에 기반 할 수 있다.현재 시대에 덜 국제적이거나, 덜 유명한 도시의 경우 순위에서 떨어질 수 있다.

### 특징들
비록 기준들은 가변적이고 유동적이지만, 글로벌 도시의 전형적인 특징은:
- 금융[9], 보험, 부동산, 은행, 회계, 마케팅 등 다양한 국제 금융 서비스
- 여러 다국적 기업의 본사
- 금융본부, 증권거래소, 주요 금융기관의 존재
- 대규모 주변지역의 무역과 경제를 지배함
- 항구 및 컨테이너 시설을 갖춘 주요 제조 센터
- 일상적, 글로벌 차원에서 상당한 의사 결정력
- 비즈니스, 경제, 문화 및 정치 분야에서 새로운 아이디어와 혁신의 중심
- 글로벌 네트워크를 위한 미디어 및 통신 센터
- 국제적 의미가 큰 국가 지역의 우세함
- 서비스 및 정보 부문에 고용된 거주자의 높은 비율
- 유명한 대학, 국제 학생 출석[10], 그리고 연구 시설 등 높은 퀄리티의 교육 기관
- 국내 최고의 법률, 의료 및 엔터테인먼트 시설을 제공하는 다기능 인프라
- 언어, 문화, 종교 및 이데올로기의 높은 다양성

## 아틀라스

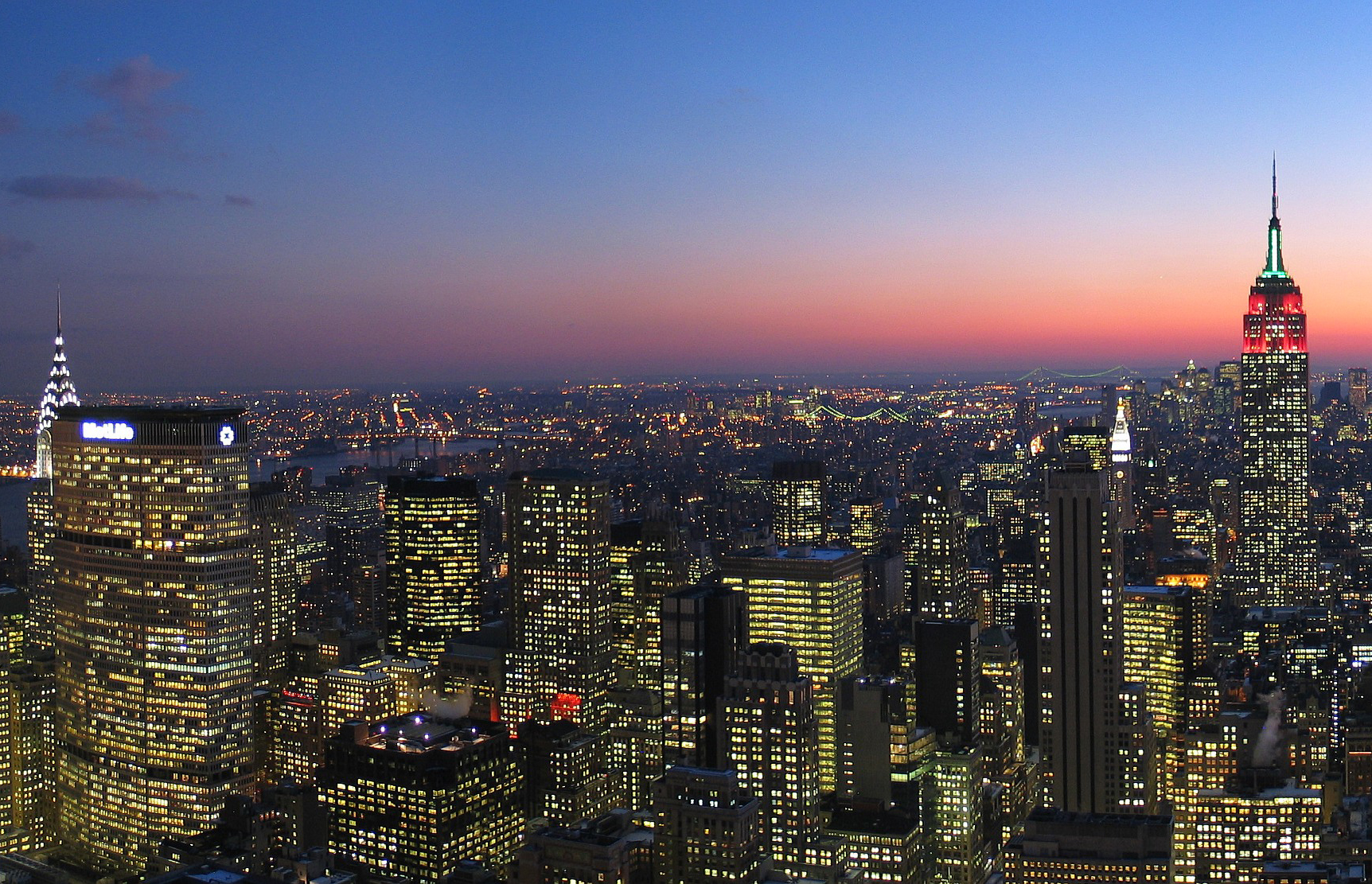
뉴욕
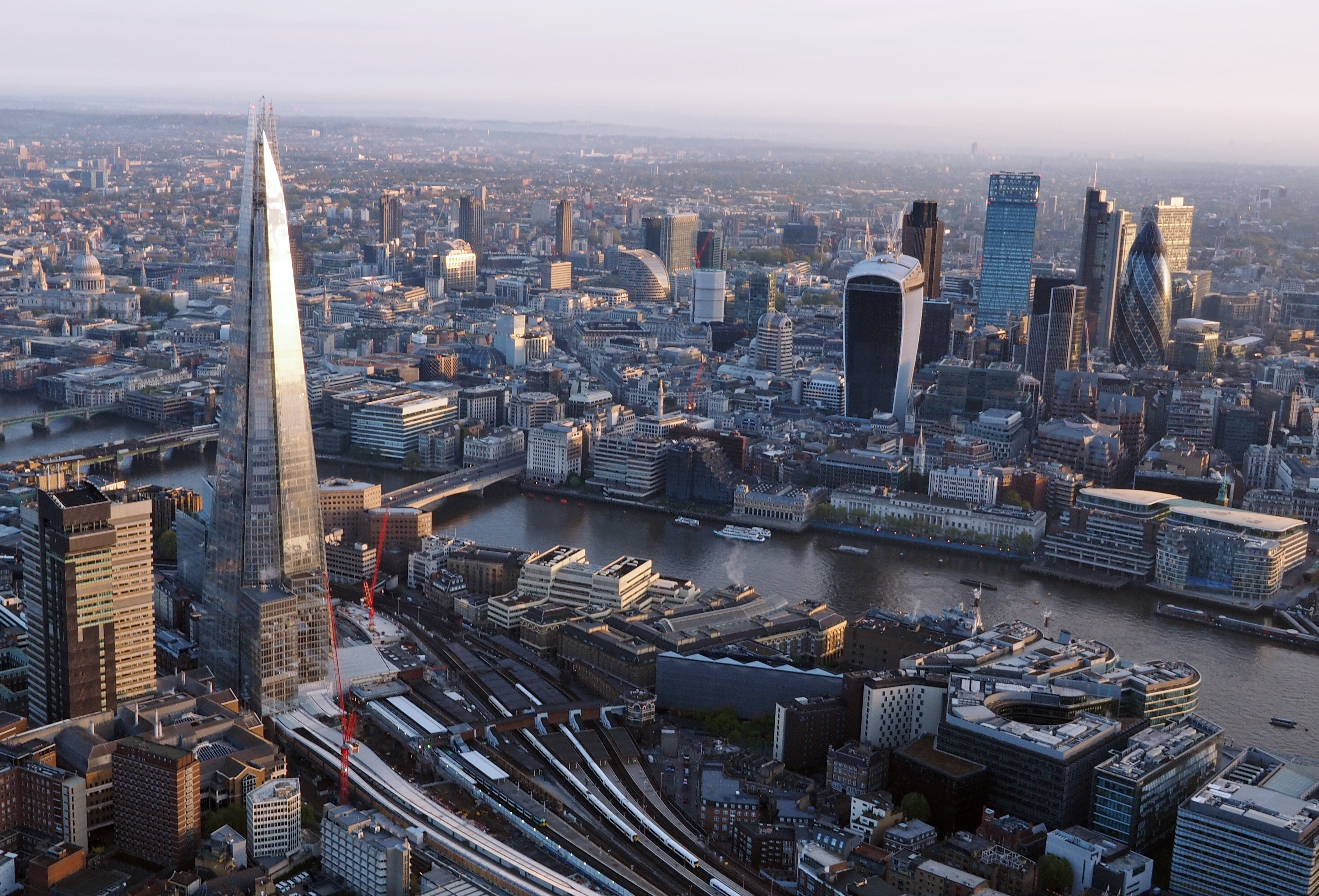
런던
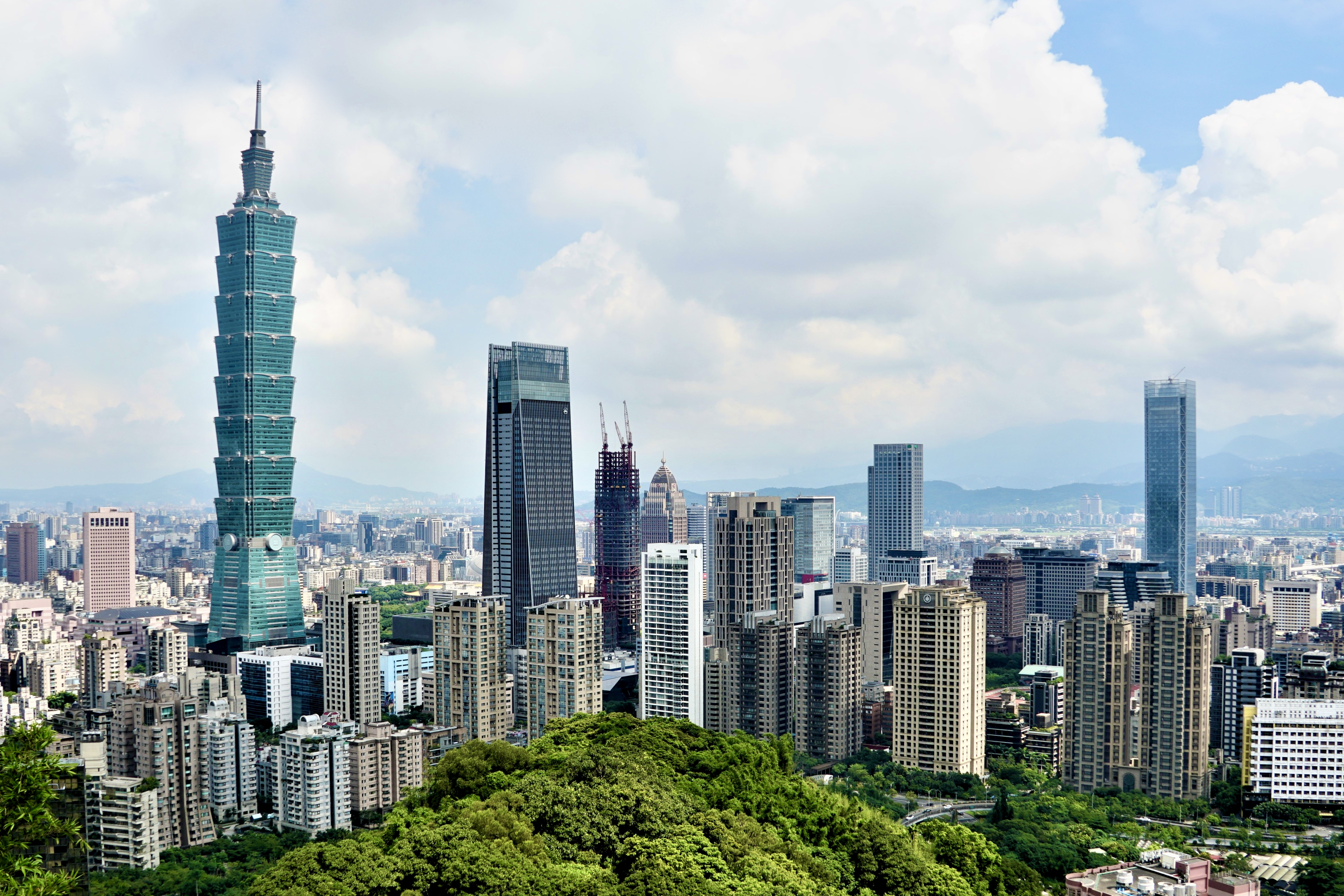
타이베이
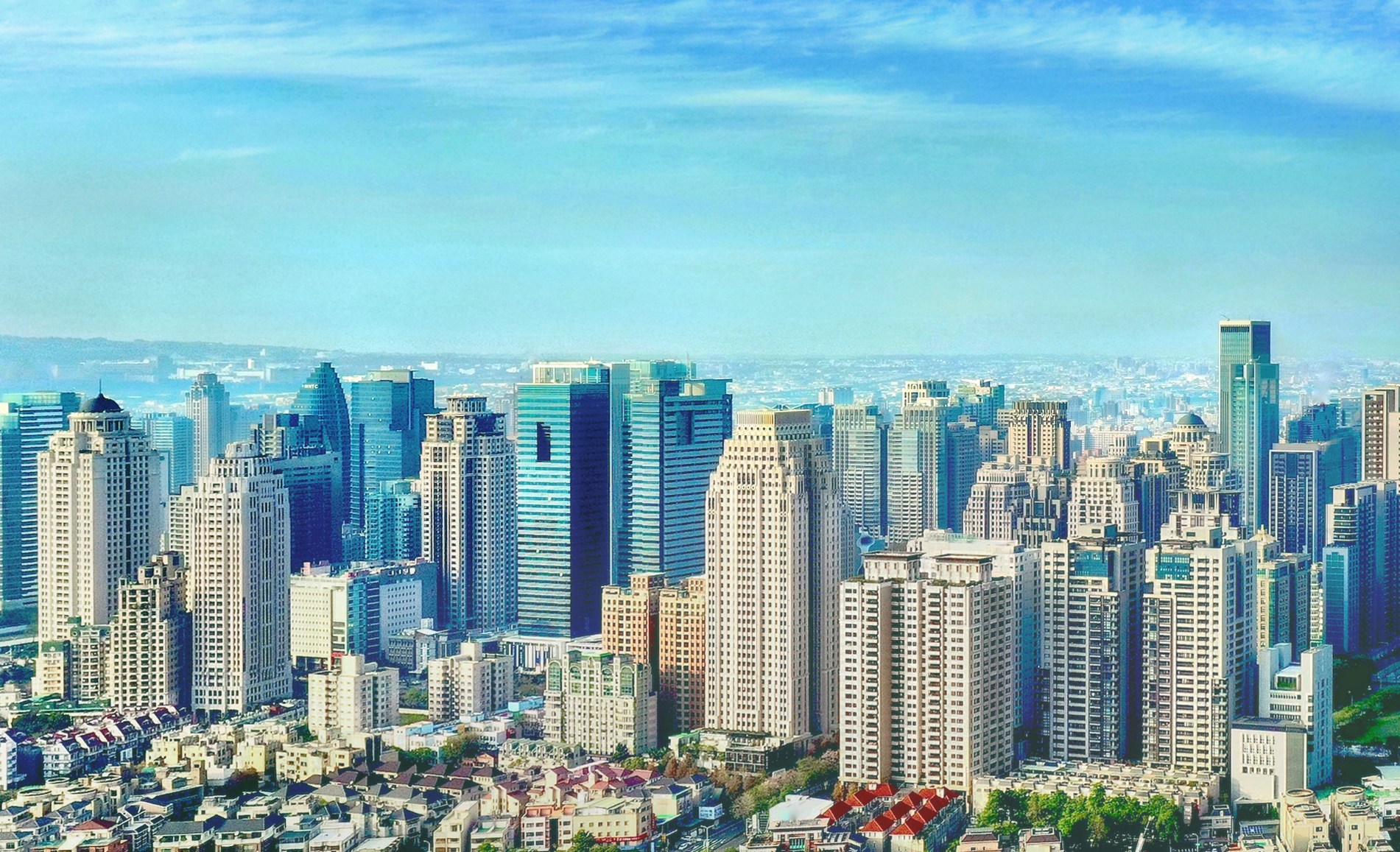
타이중시
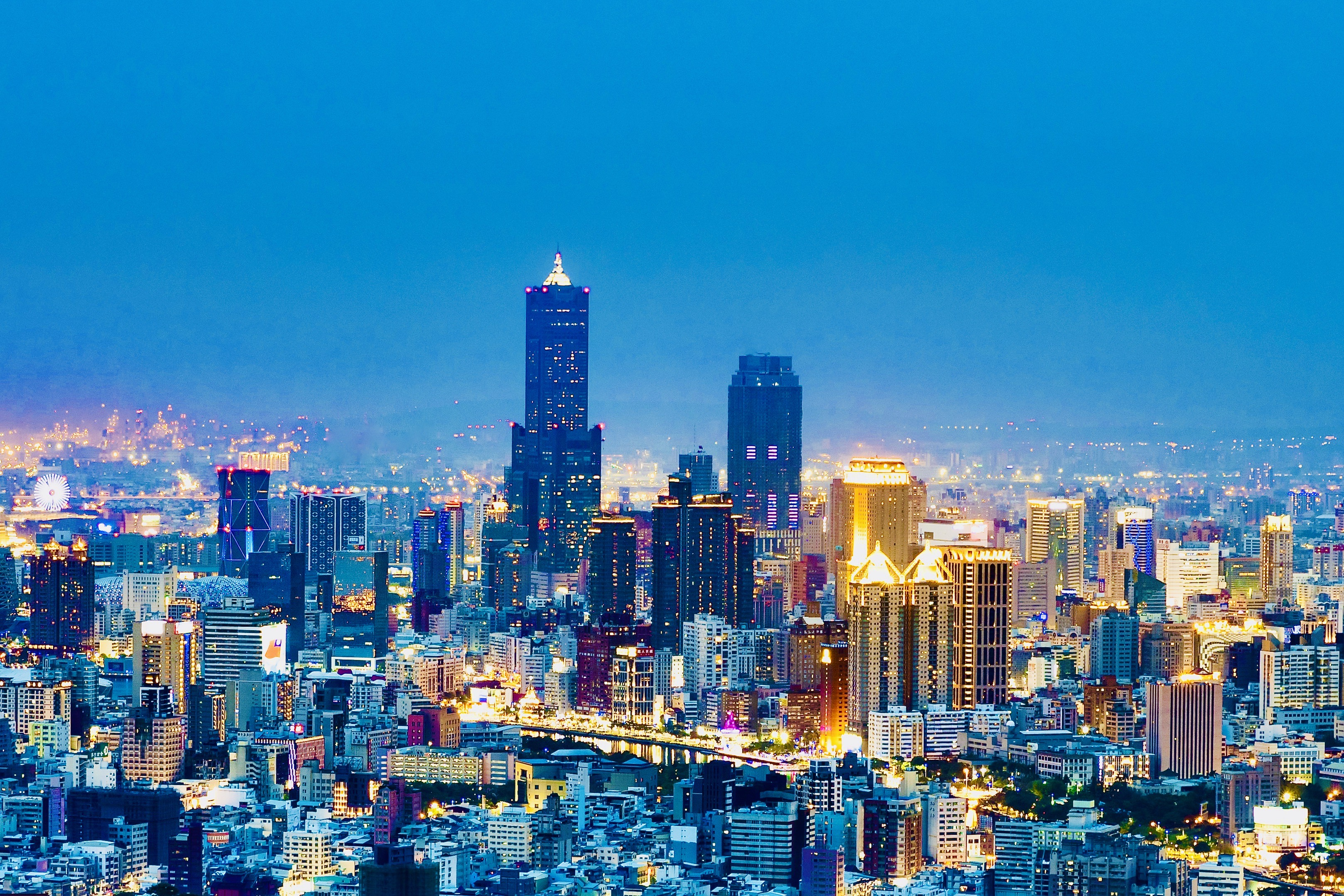
가오슝시
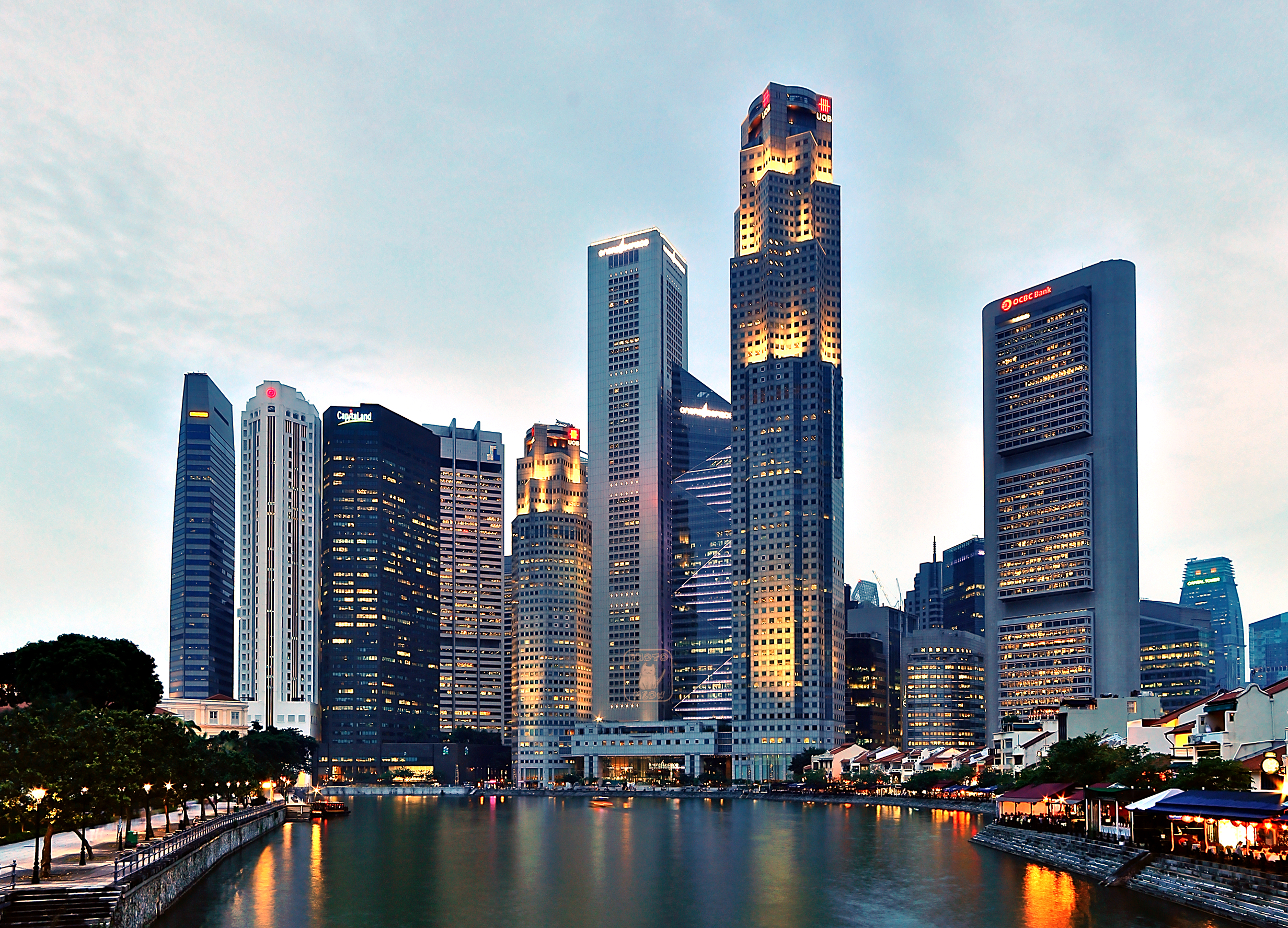
싱가포르
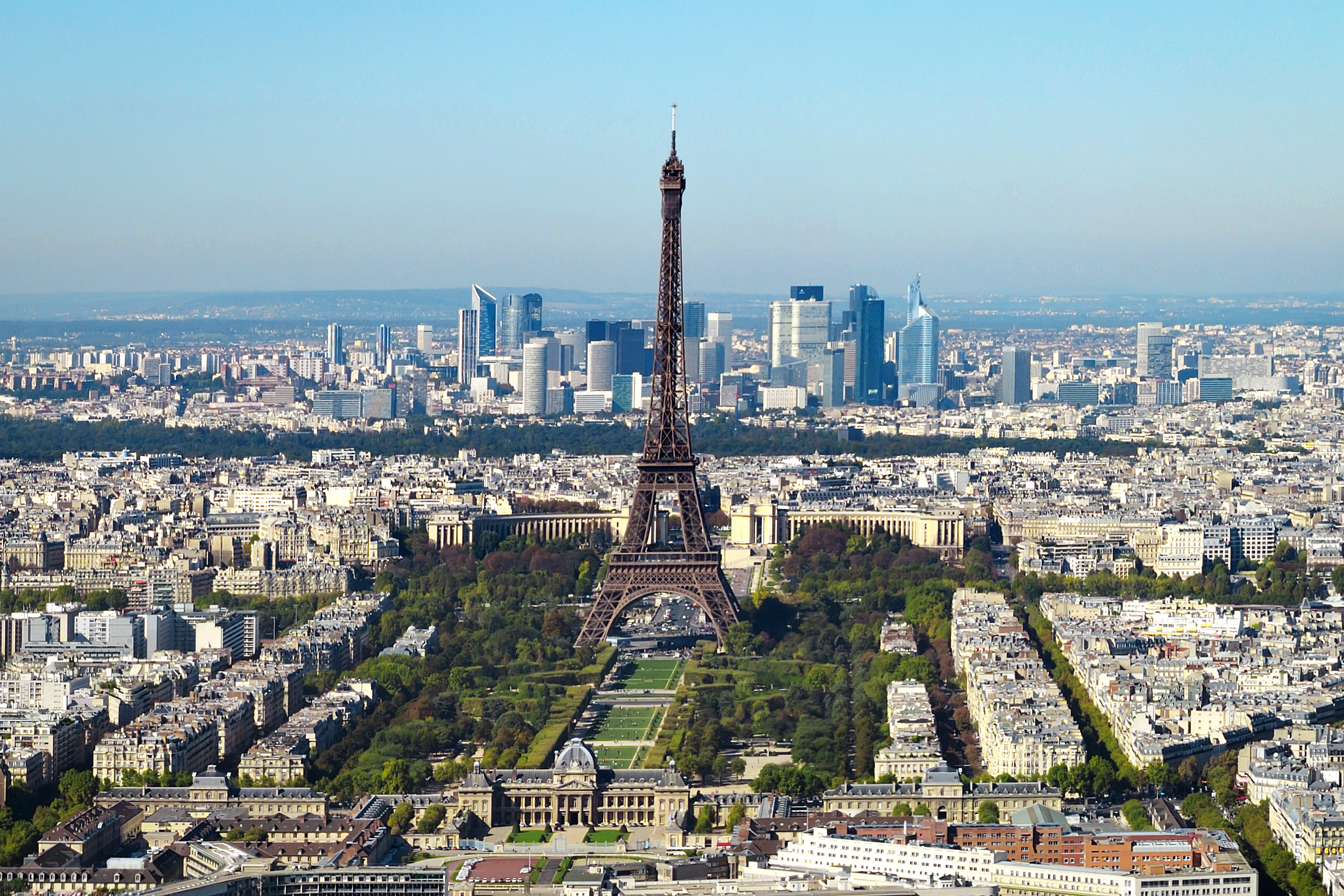
파리
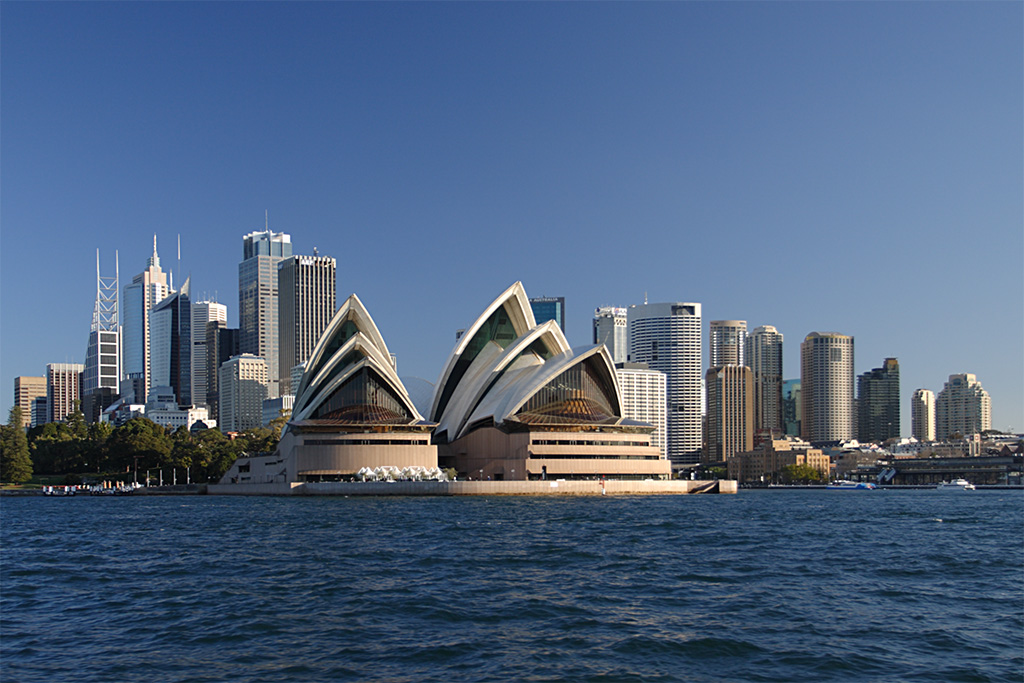
시드니
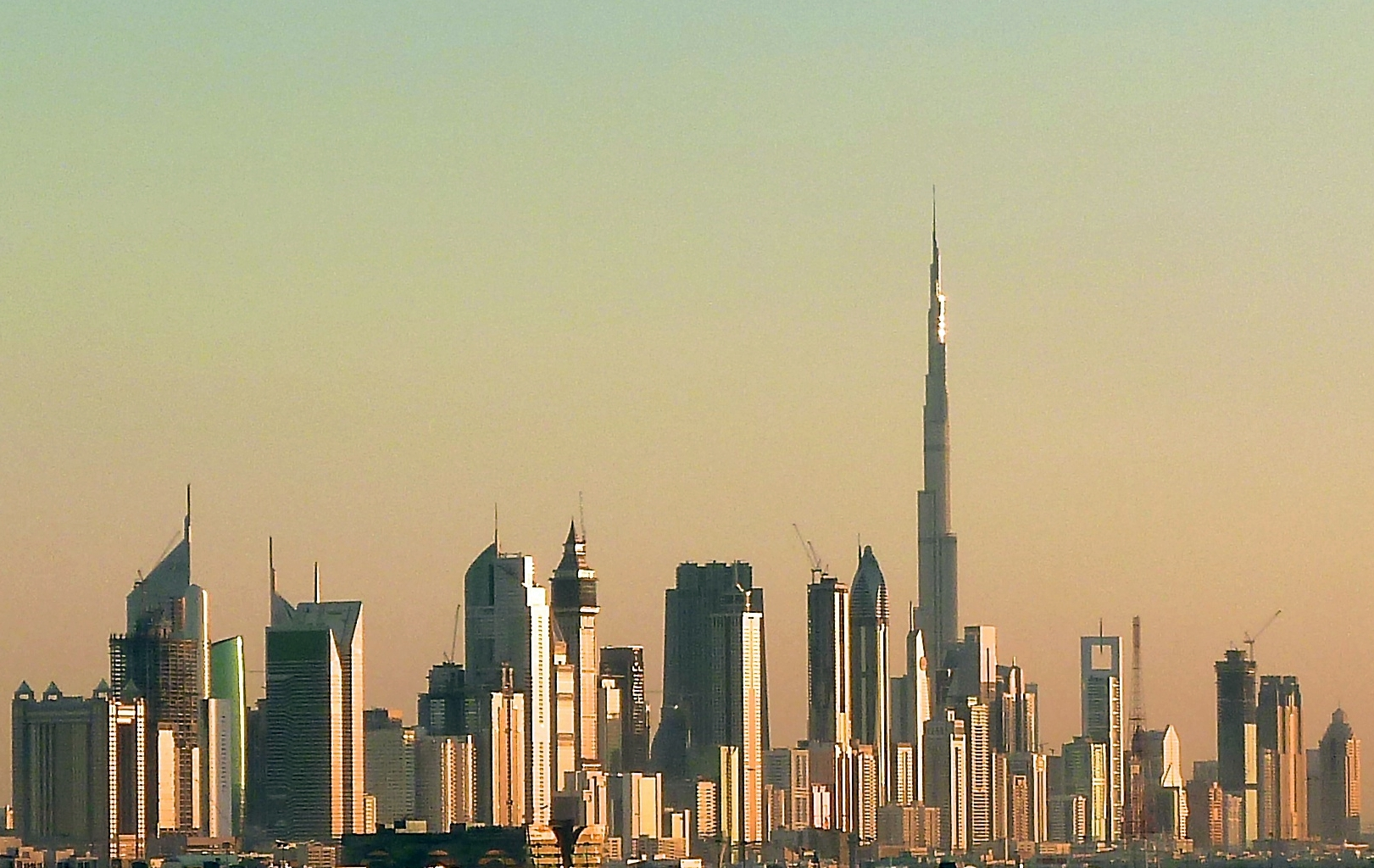
두바이
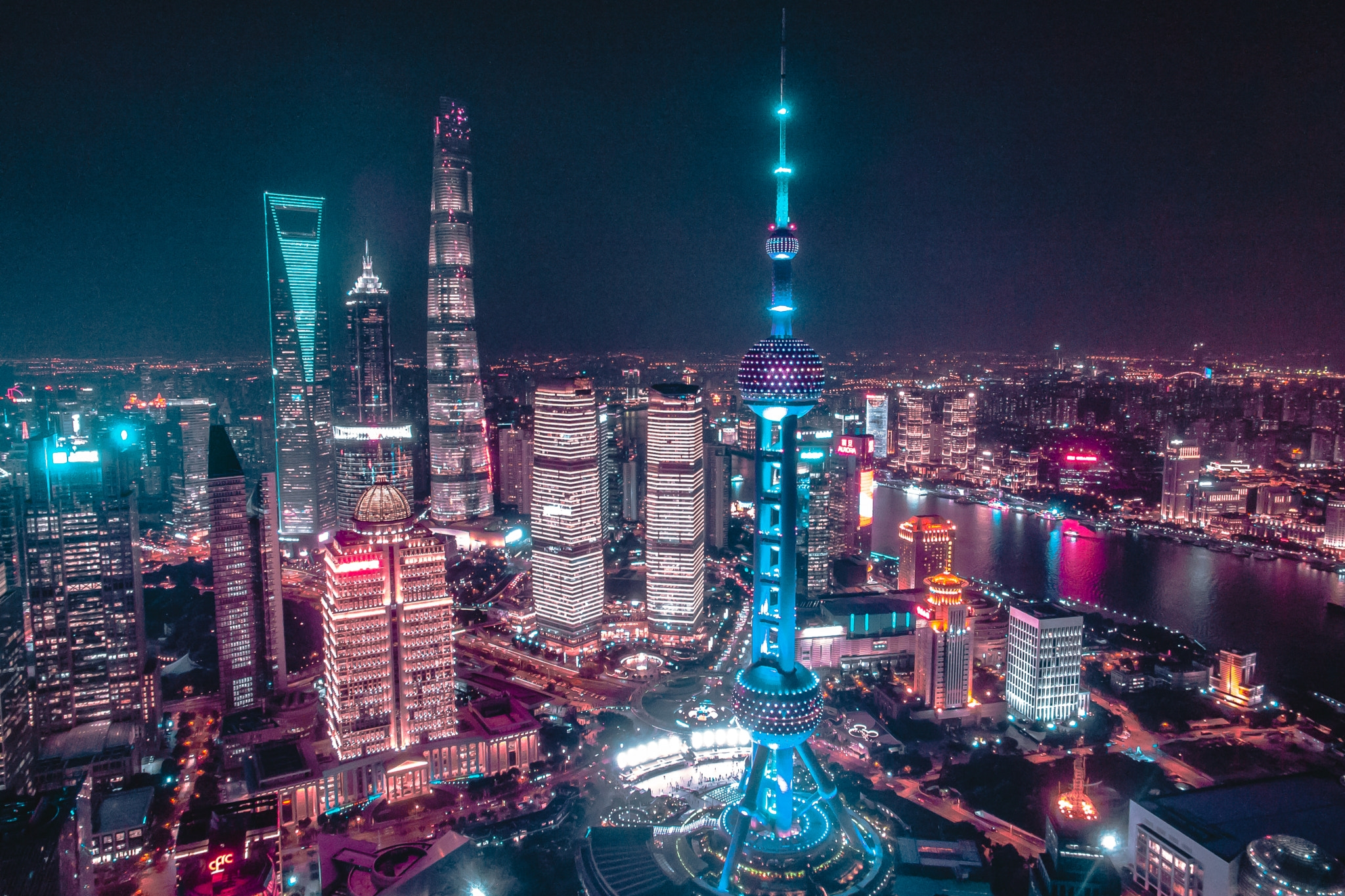
상하이
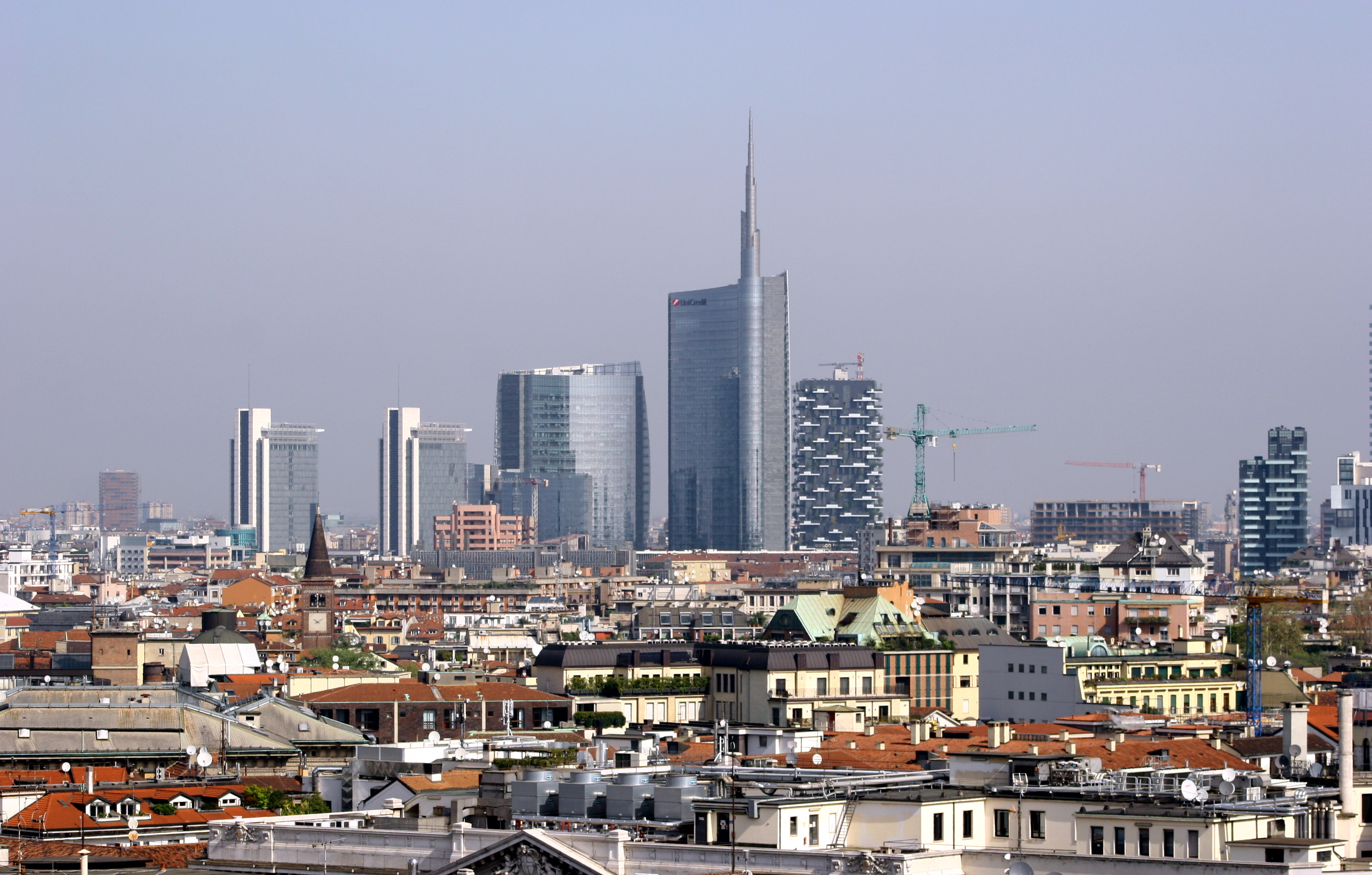
밀라노
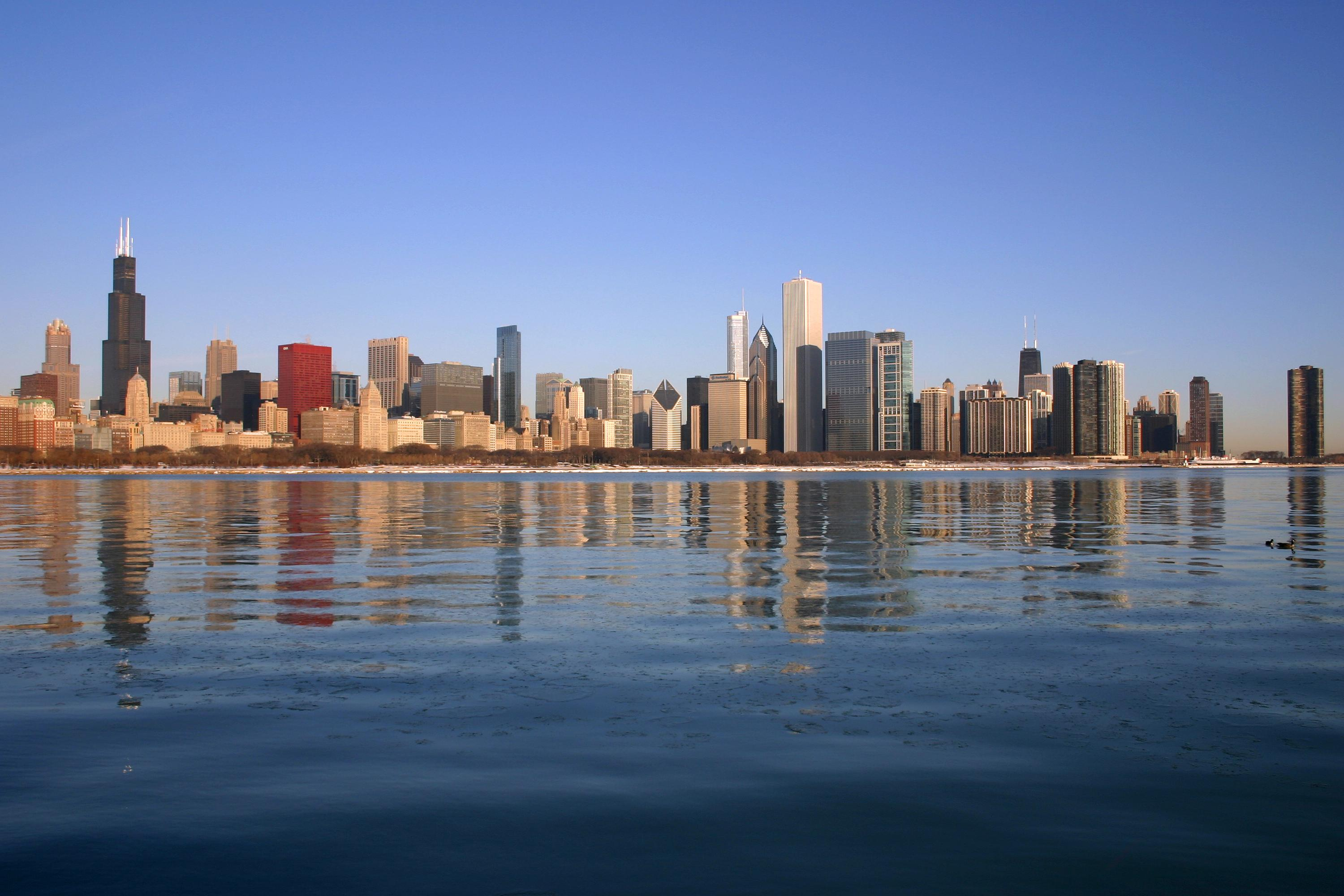
시카고
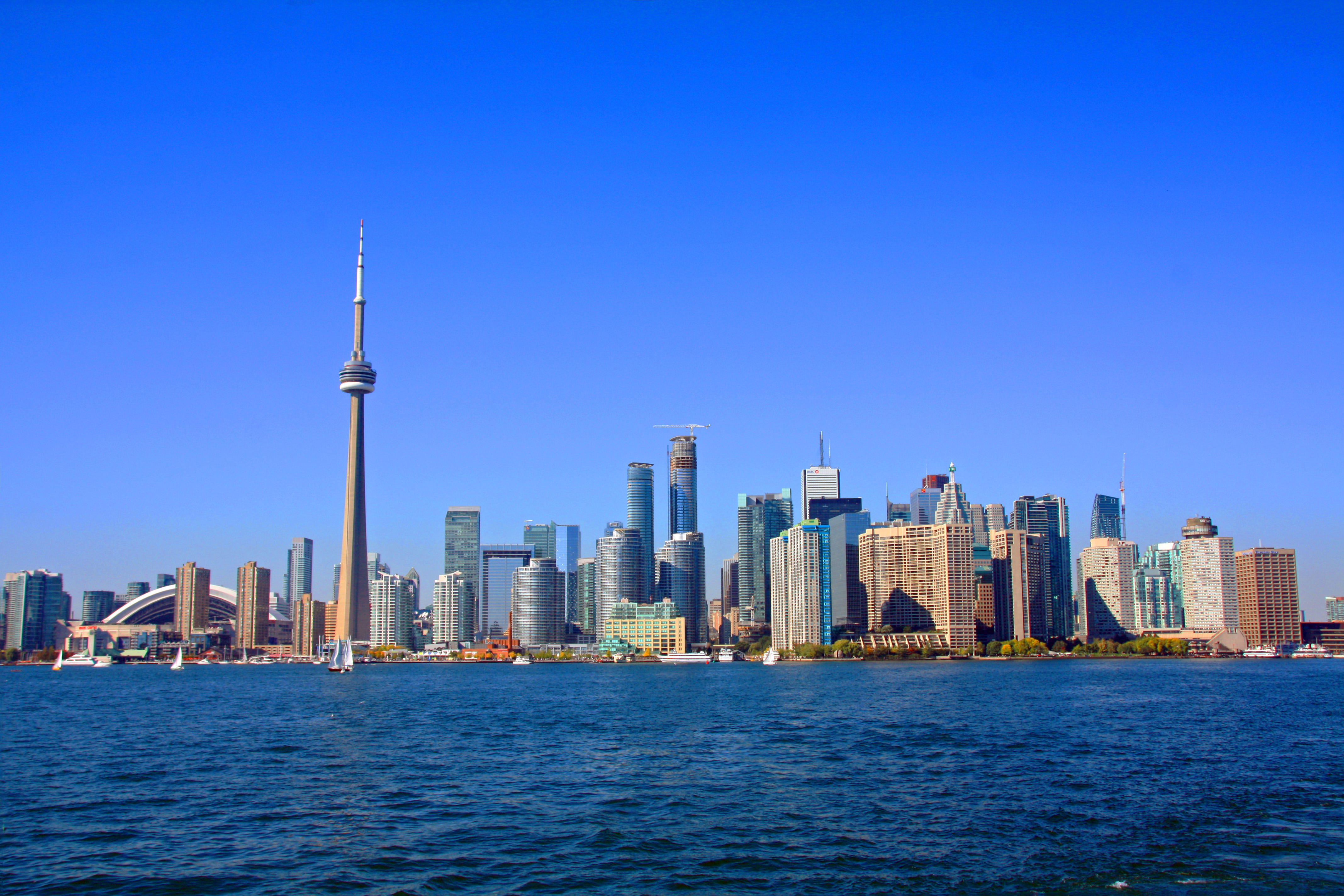
토론토
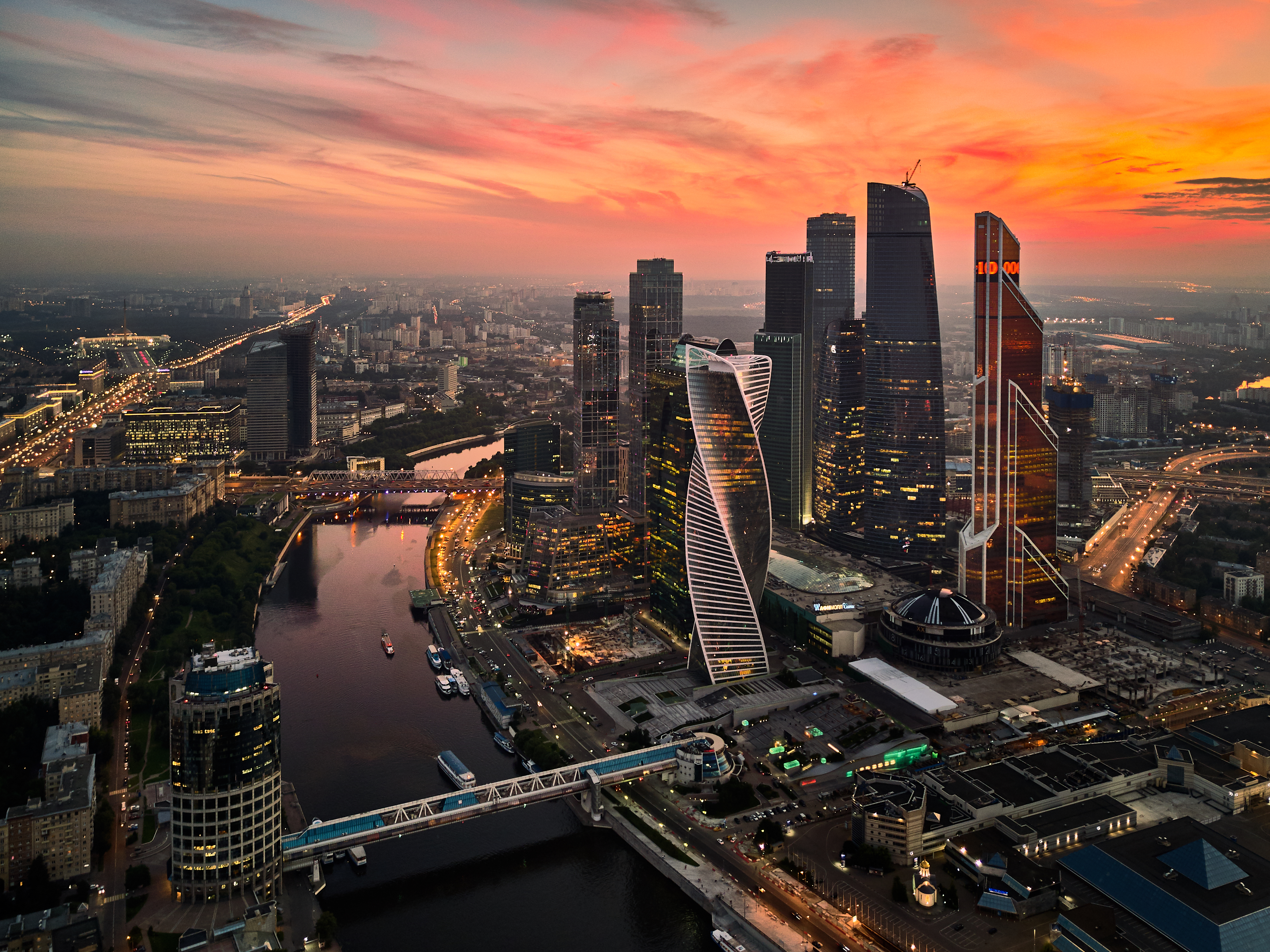
모스크바
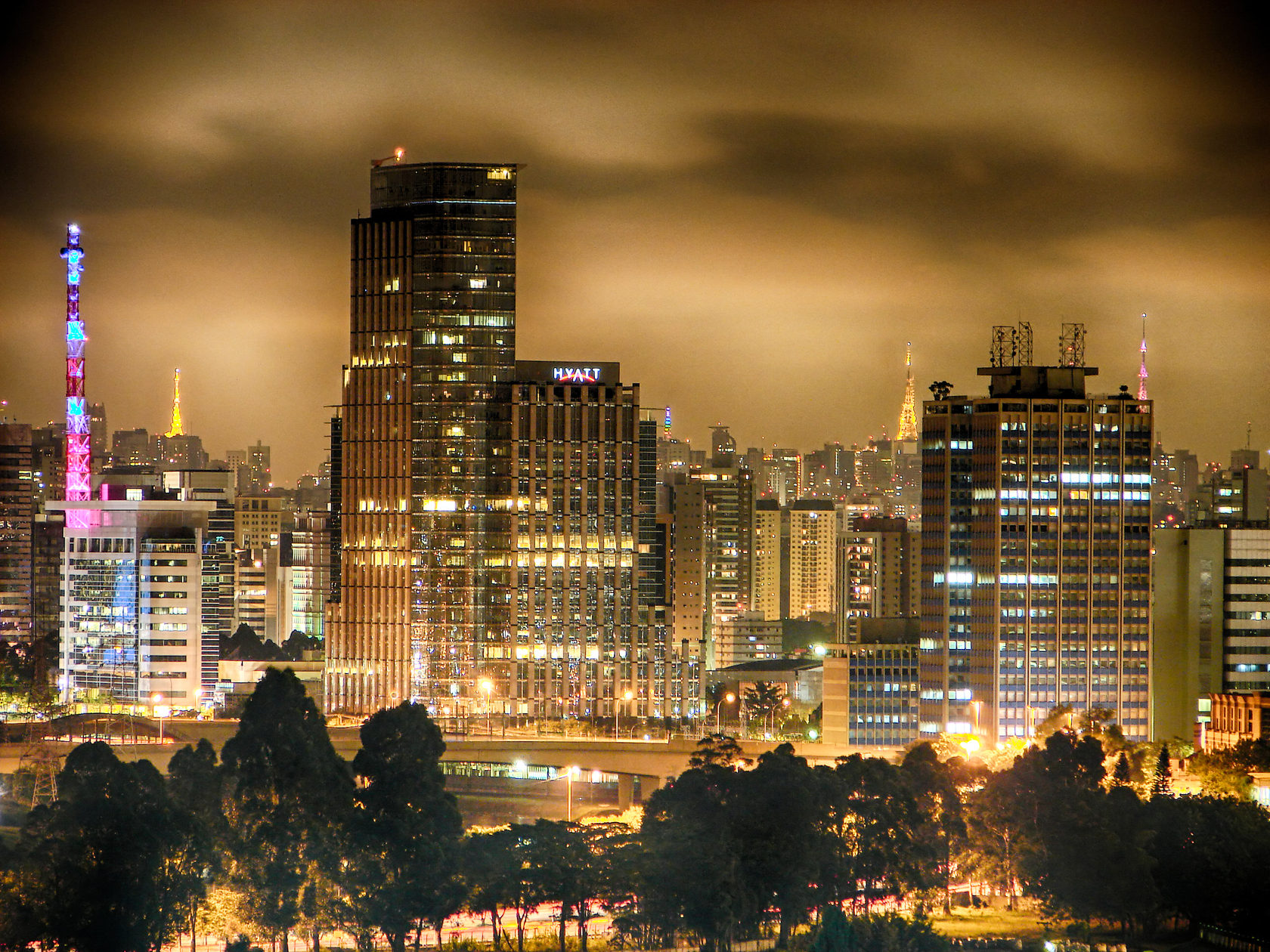
상파울루
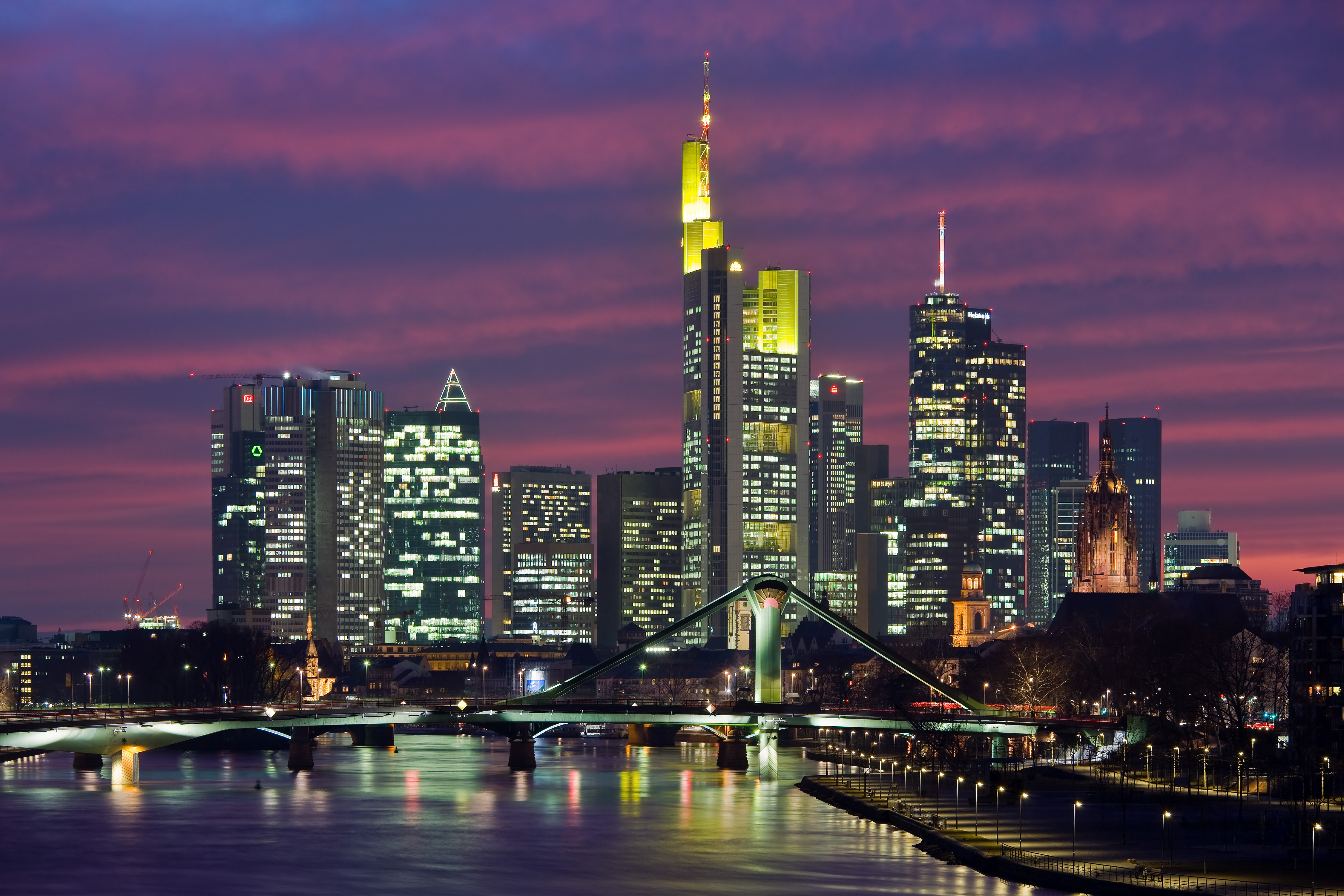
프랑크푸르트
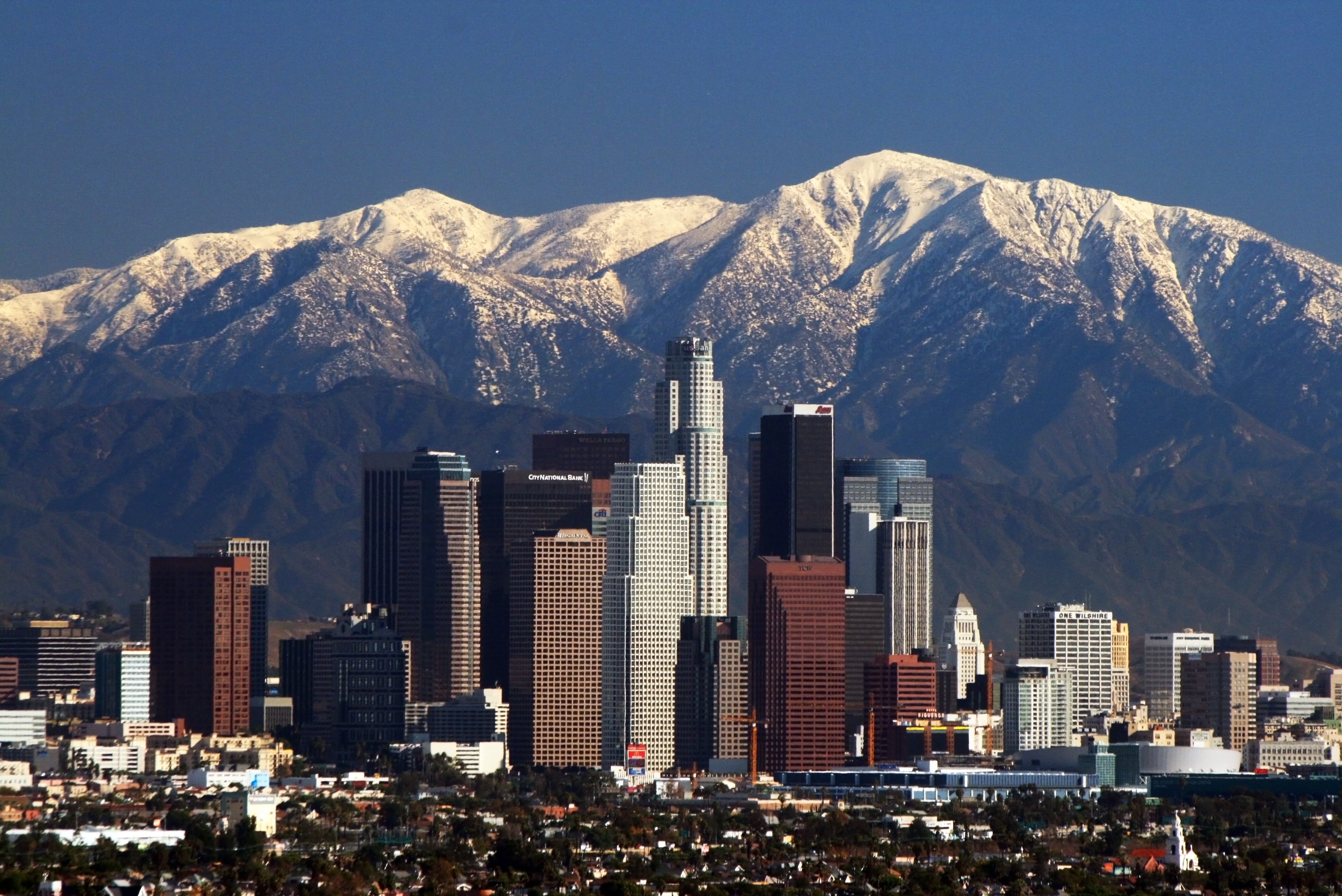
로스 앤젤레스
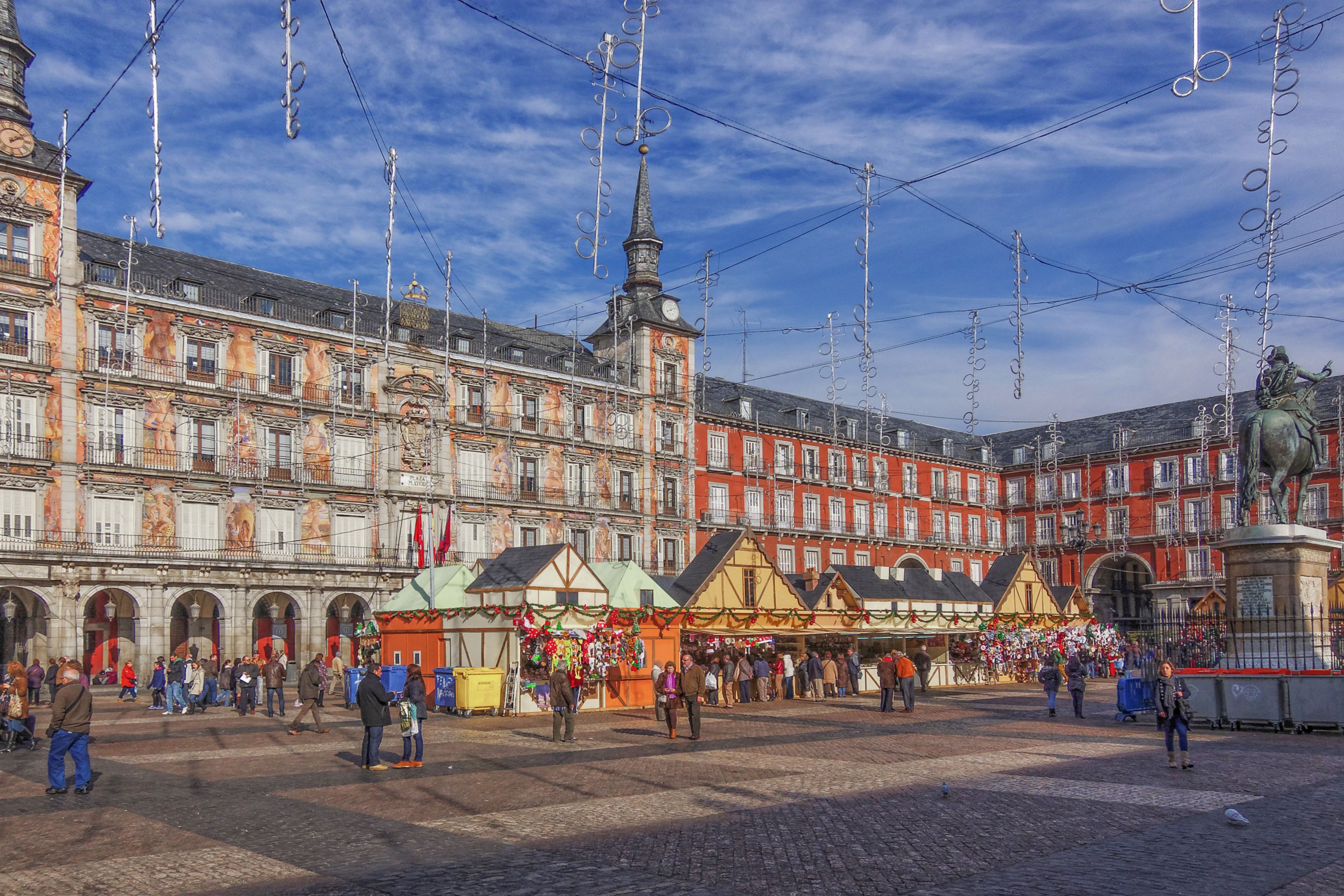
마드리드
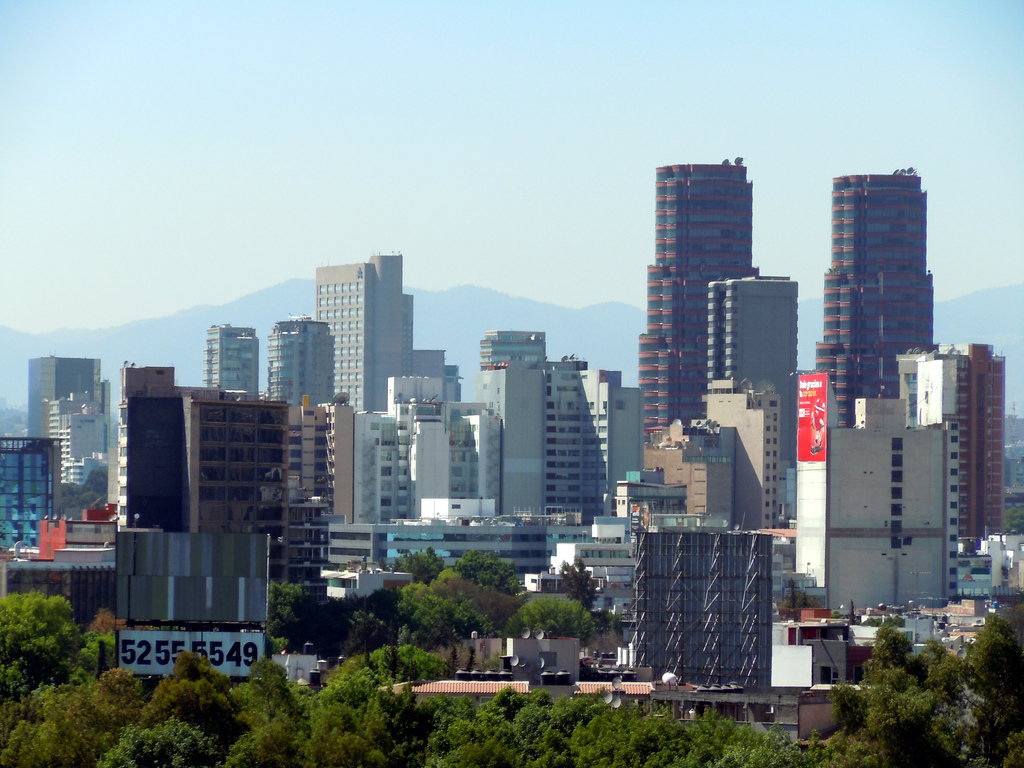
멕시코시티
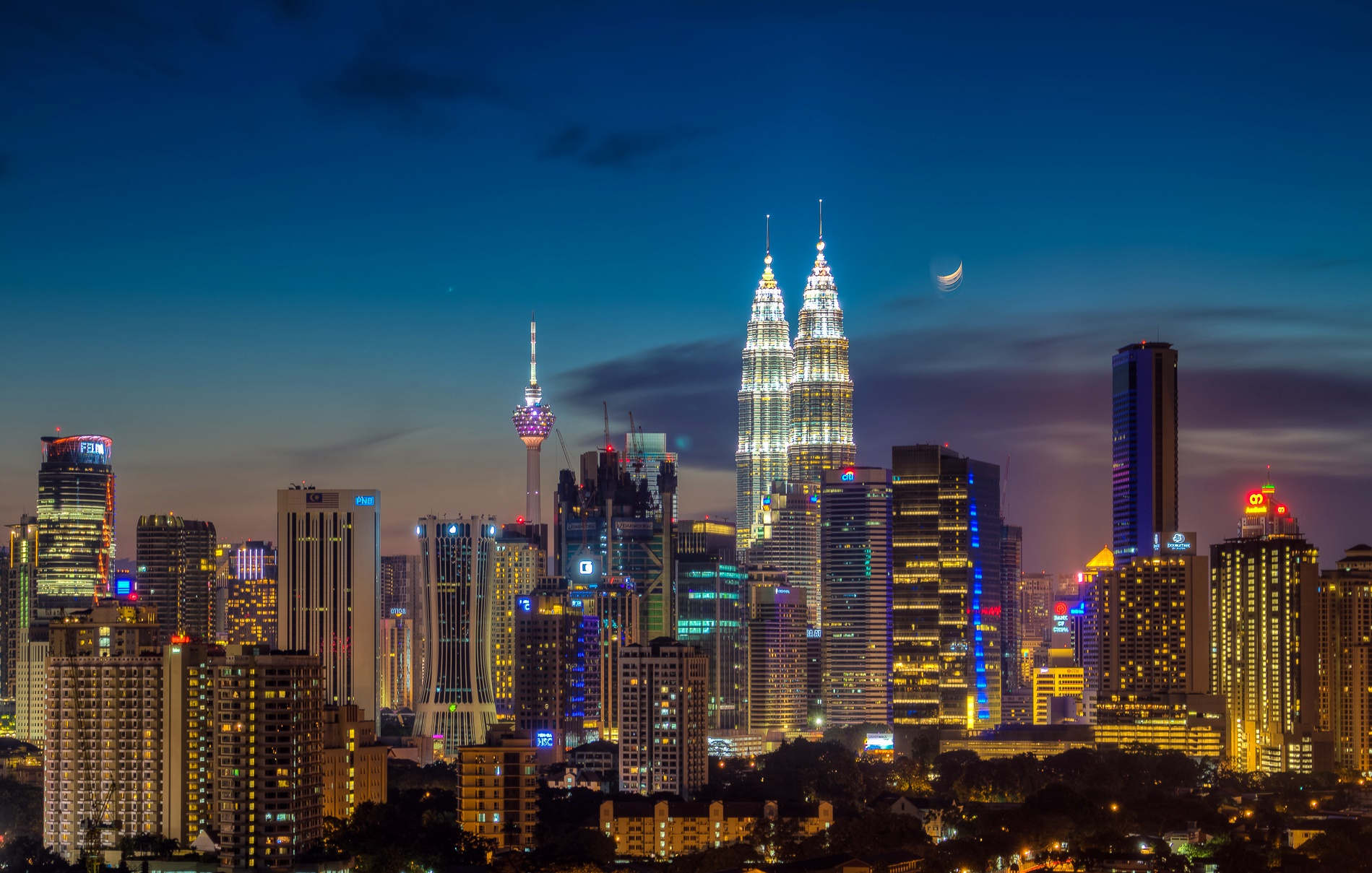
쿠알라 룸푸르
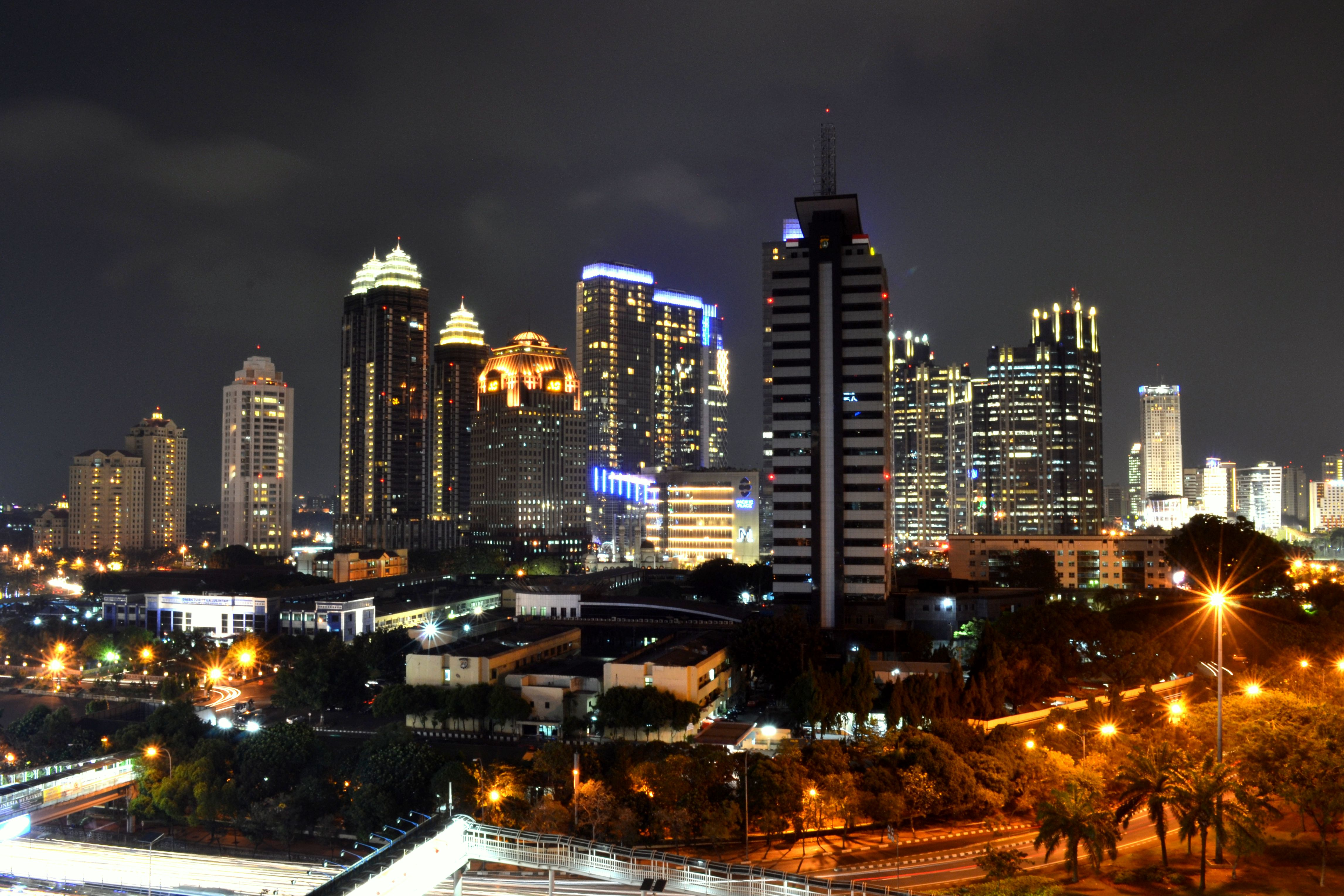
자카르타
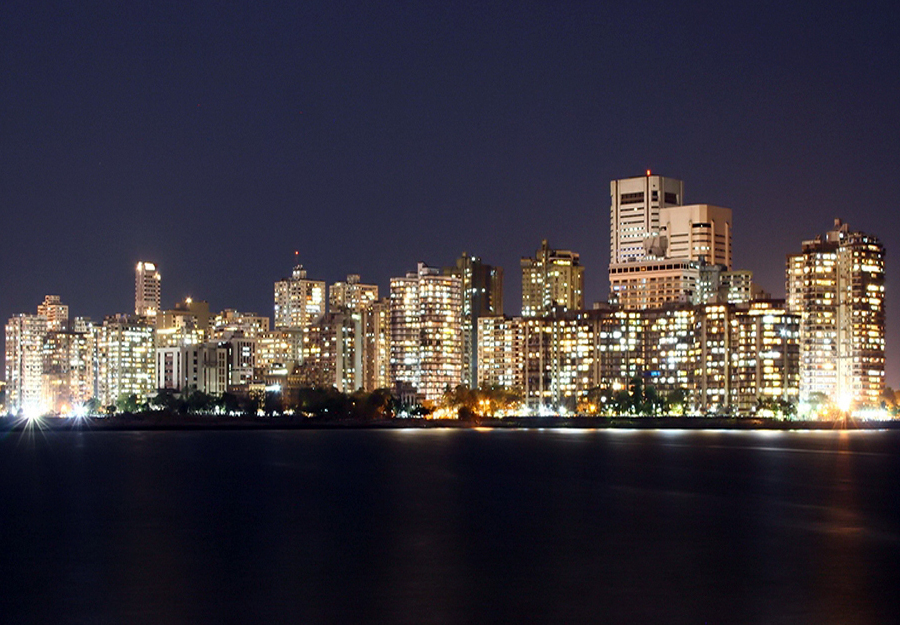
뭄바이
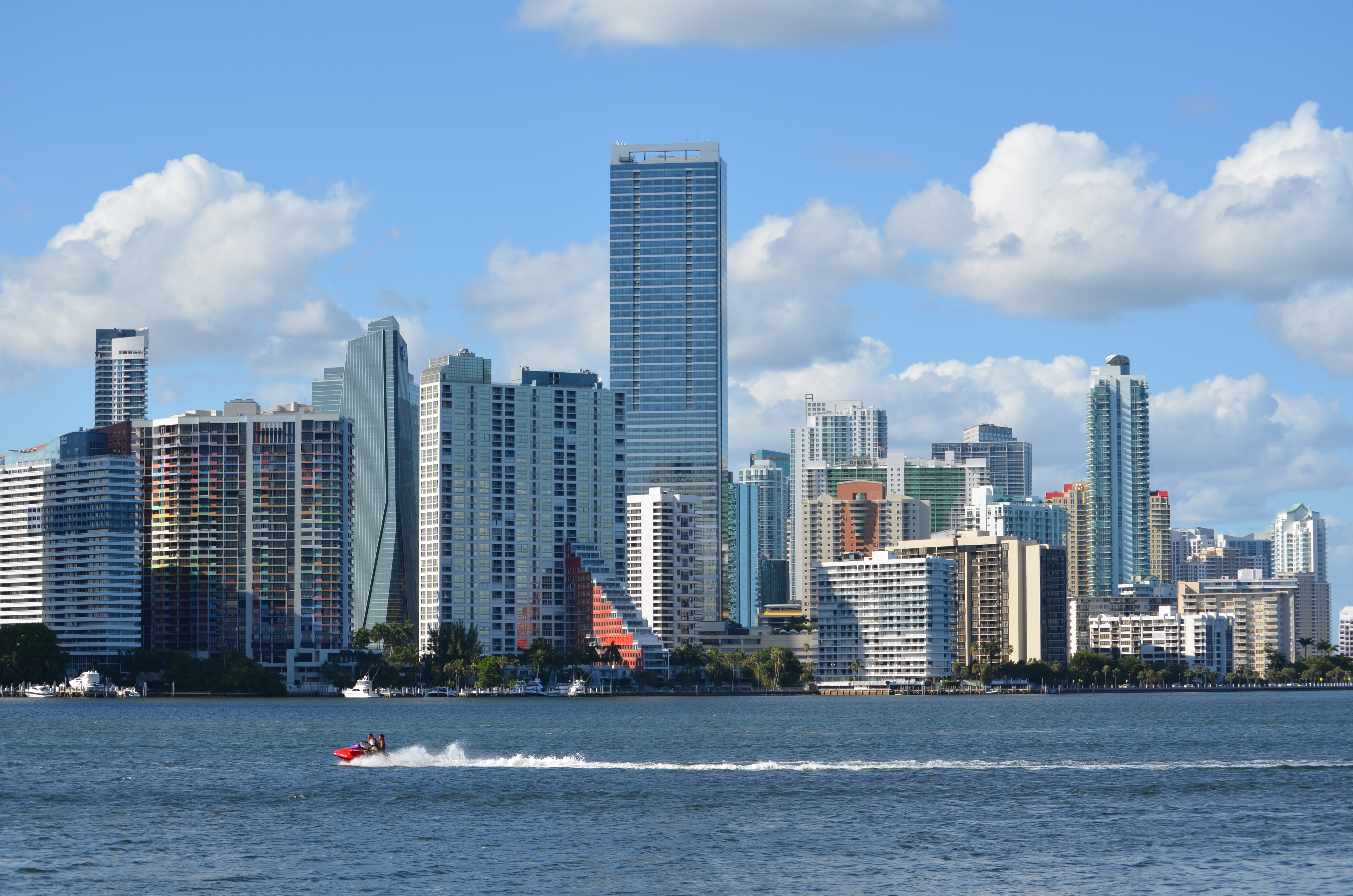
마이애미
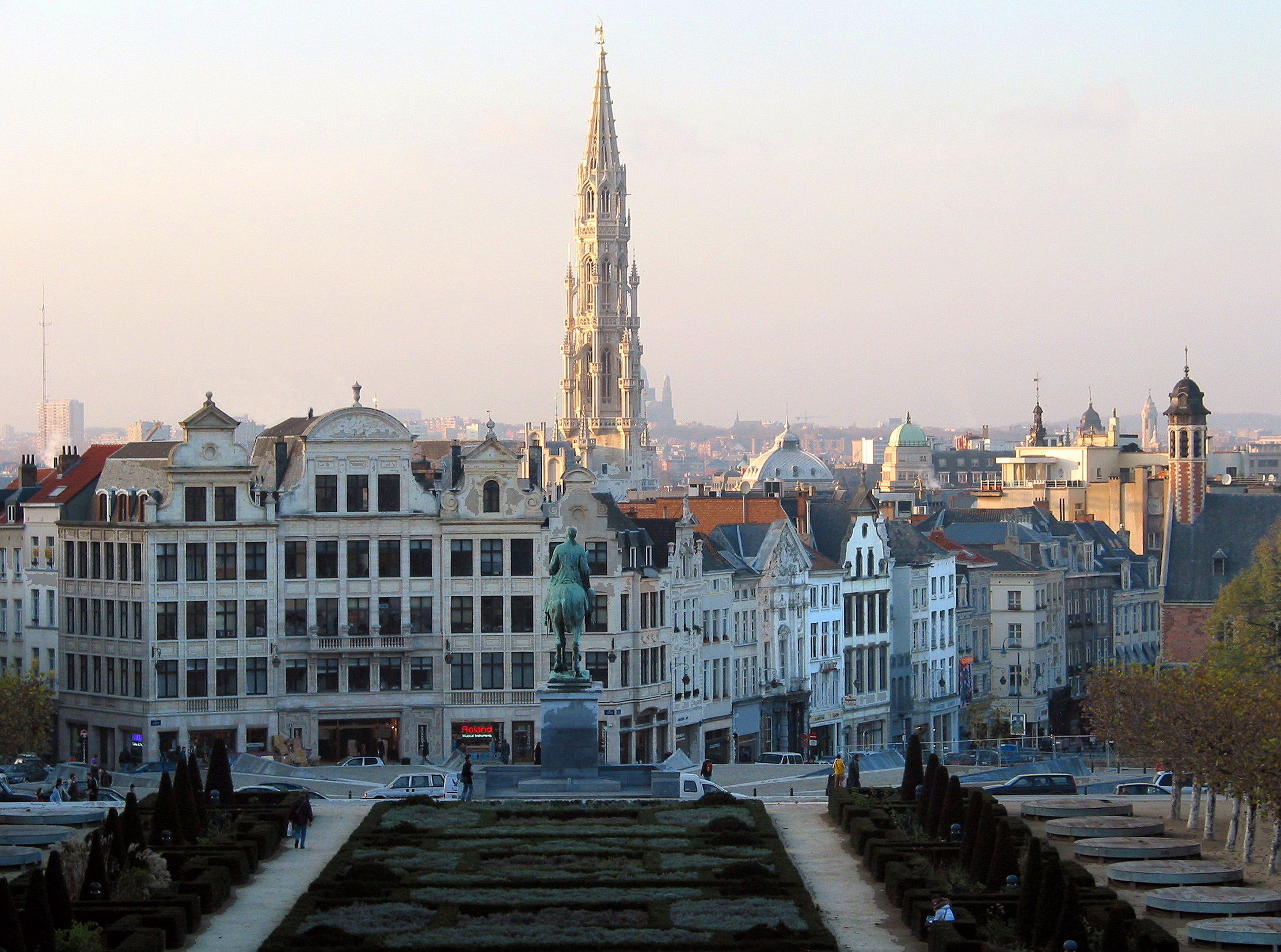
브뤼셀
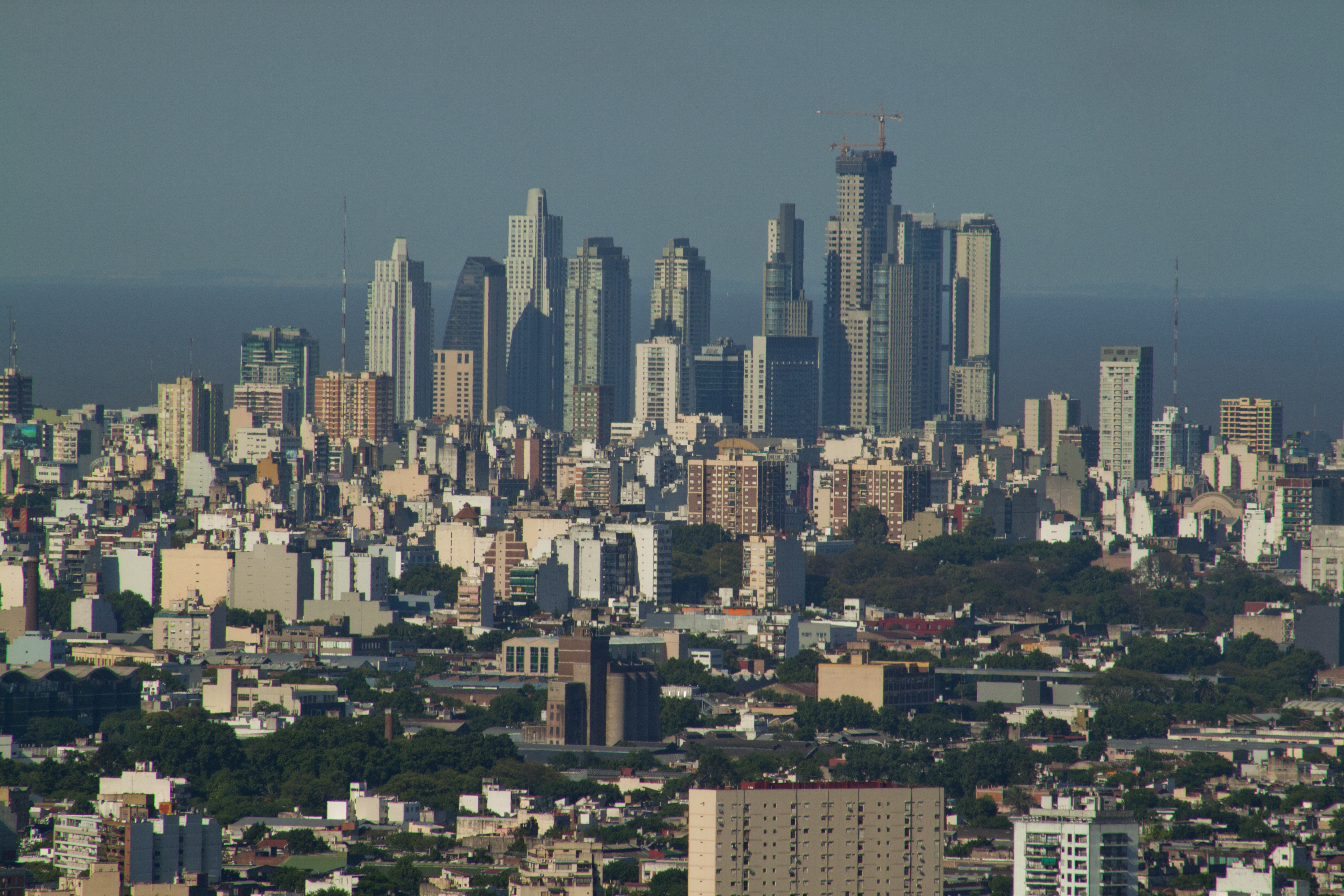
부에노스 아이레스
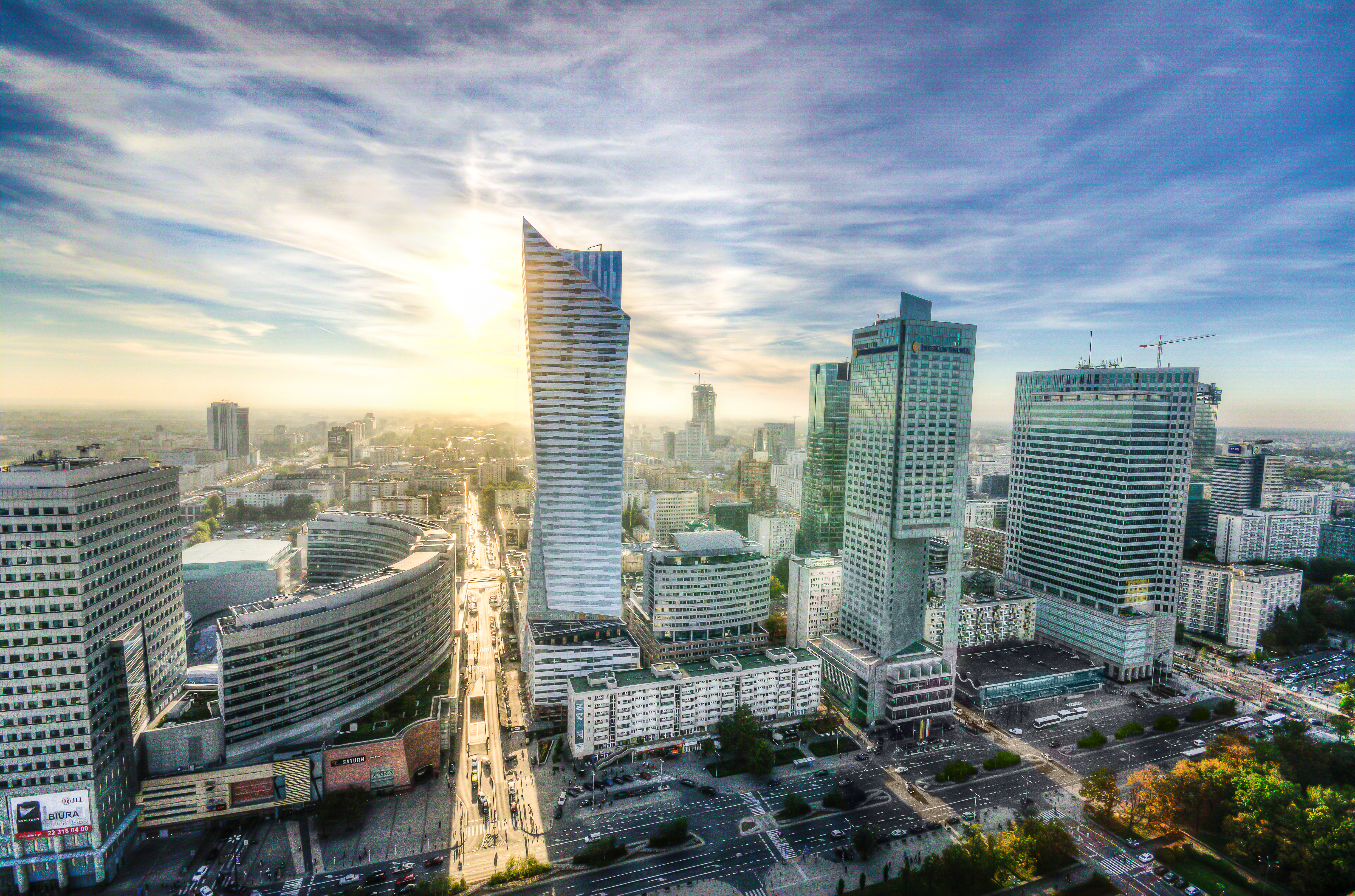
바르샤바
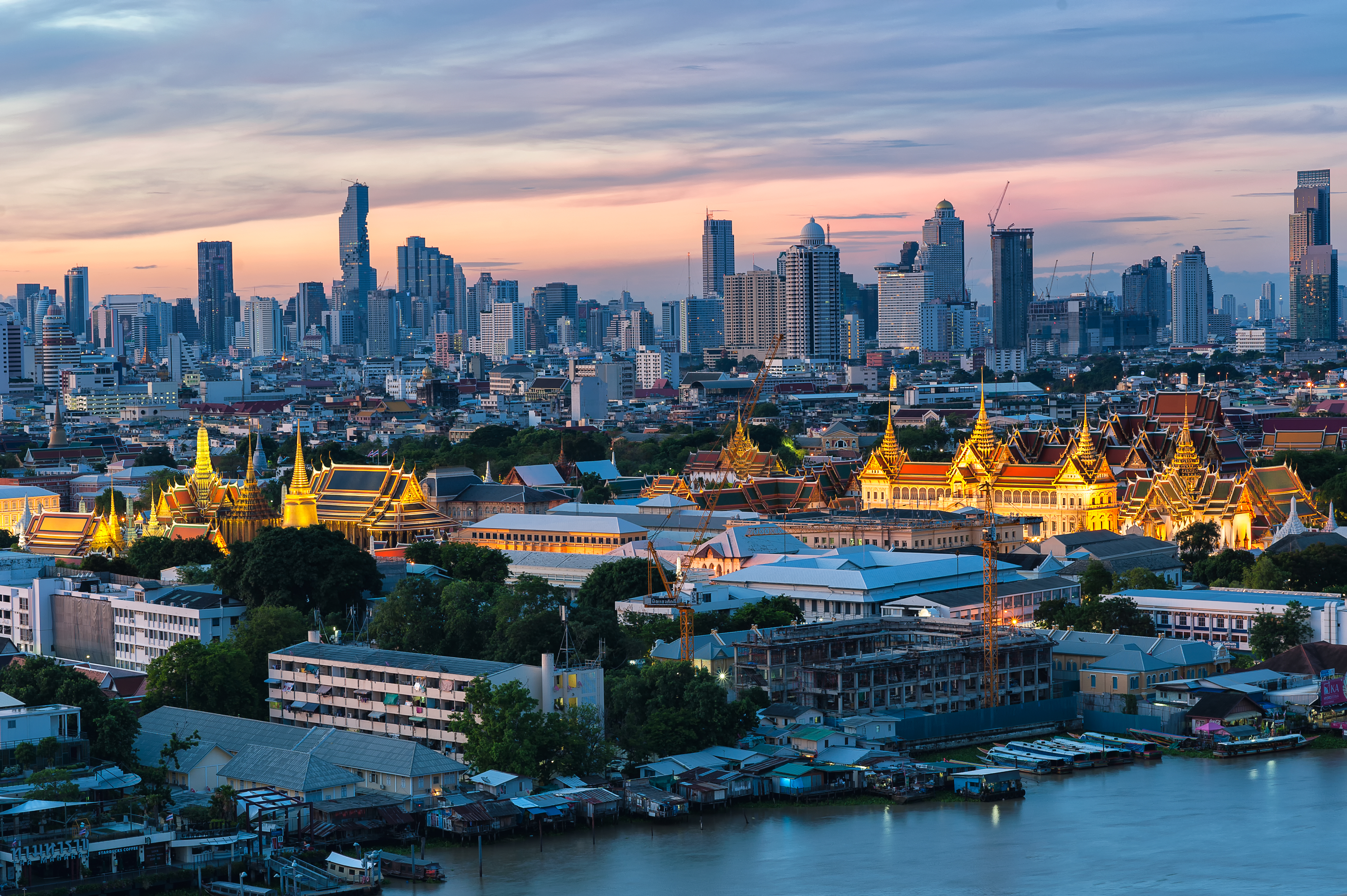
방콕
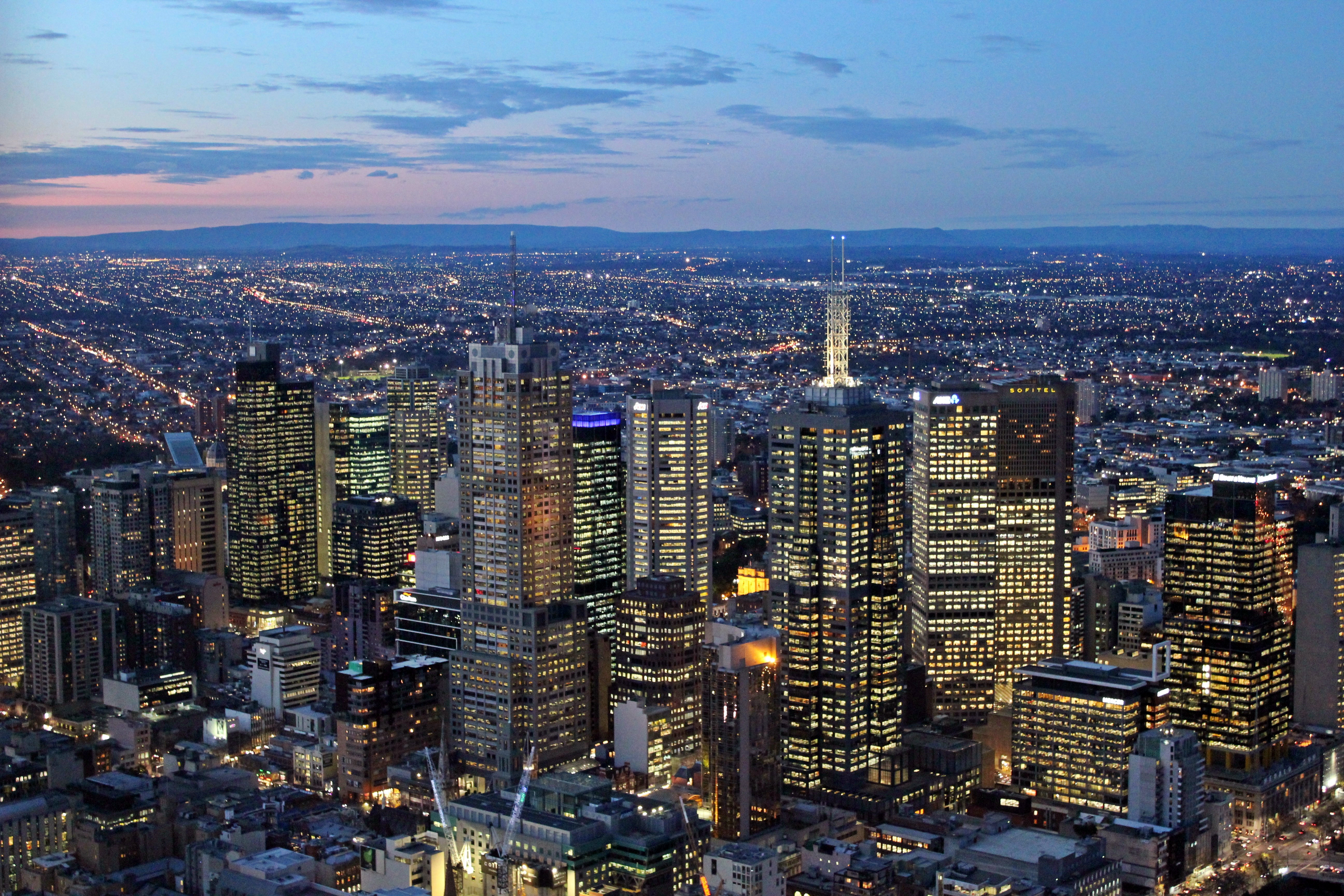
멜버른
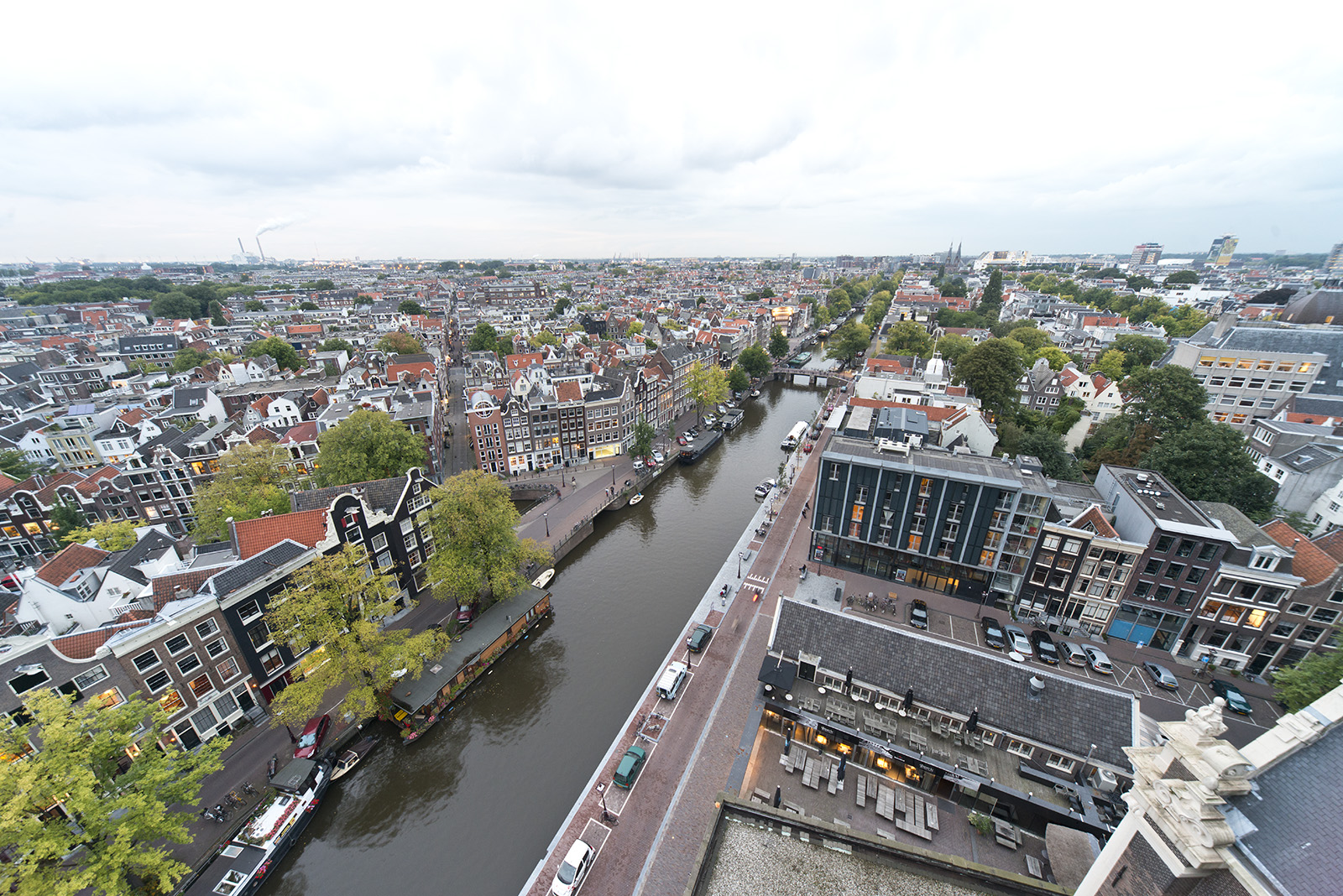
암스테르담
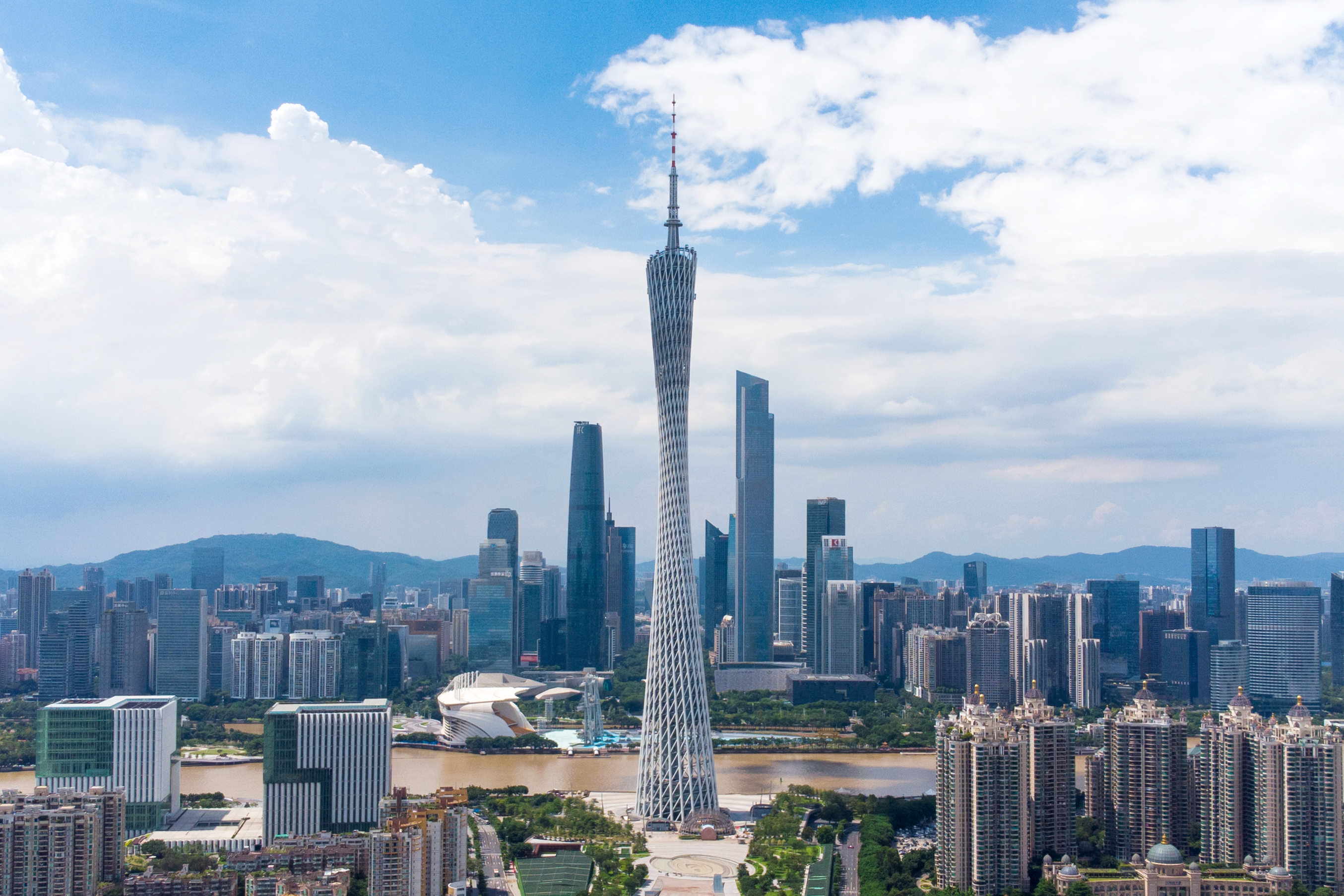
광저우
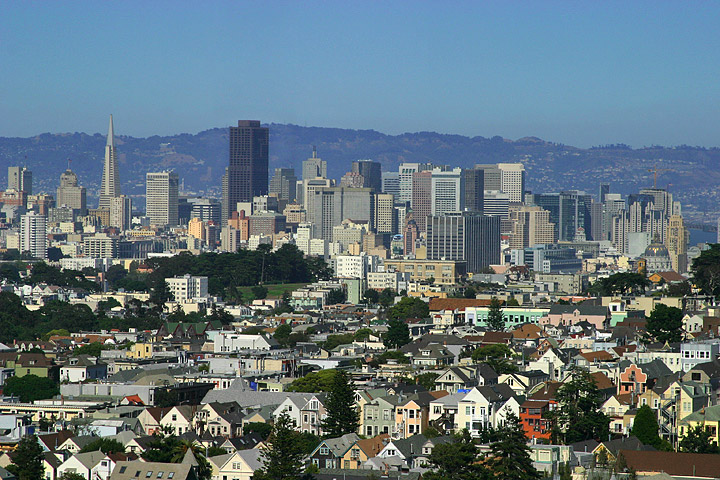
샌프란시스코
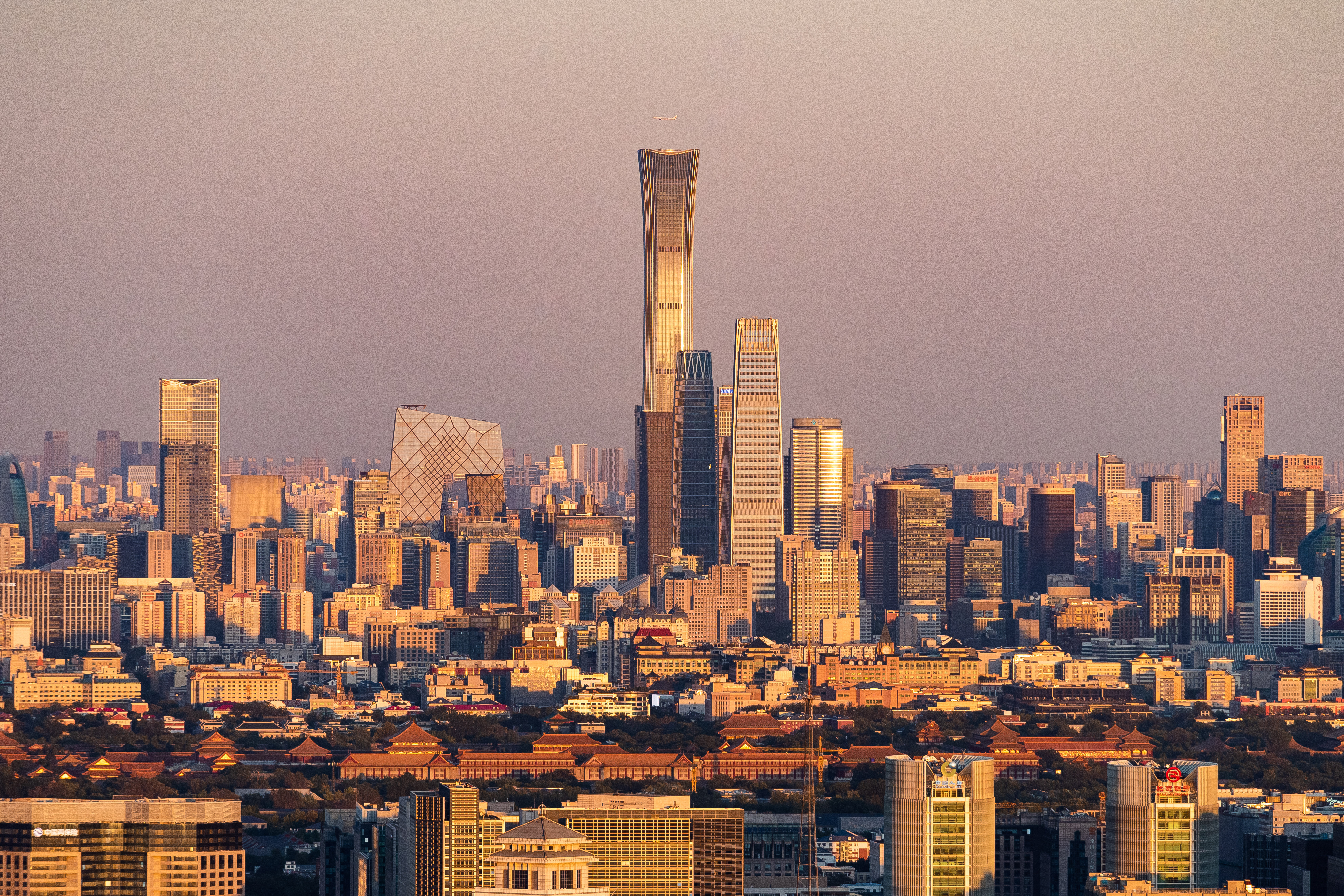
베이징
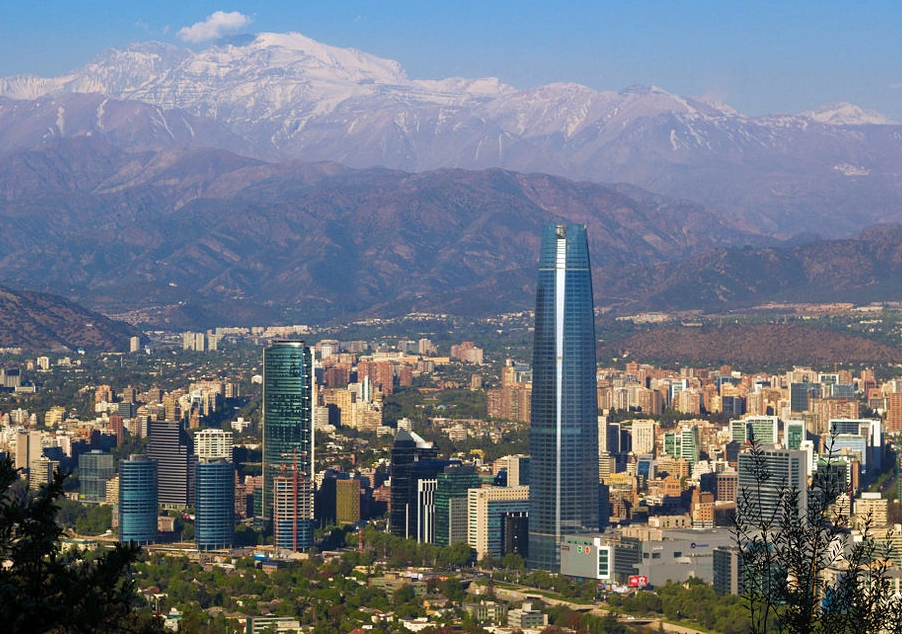
산티아고
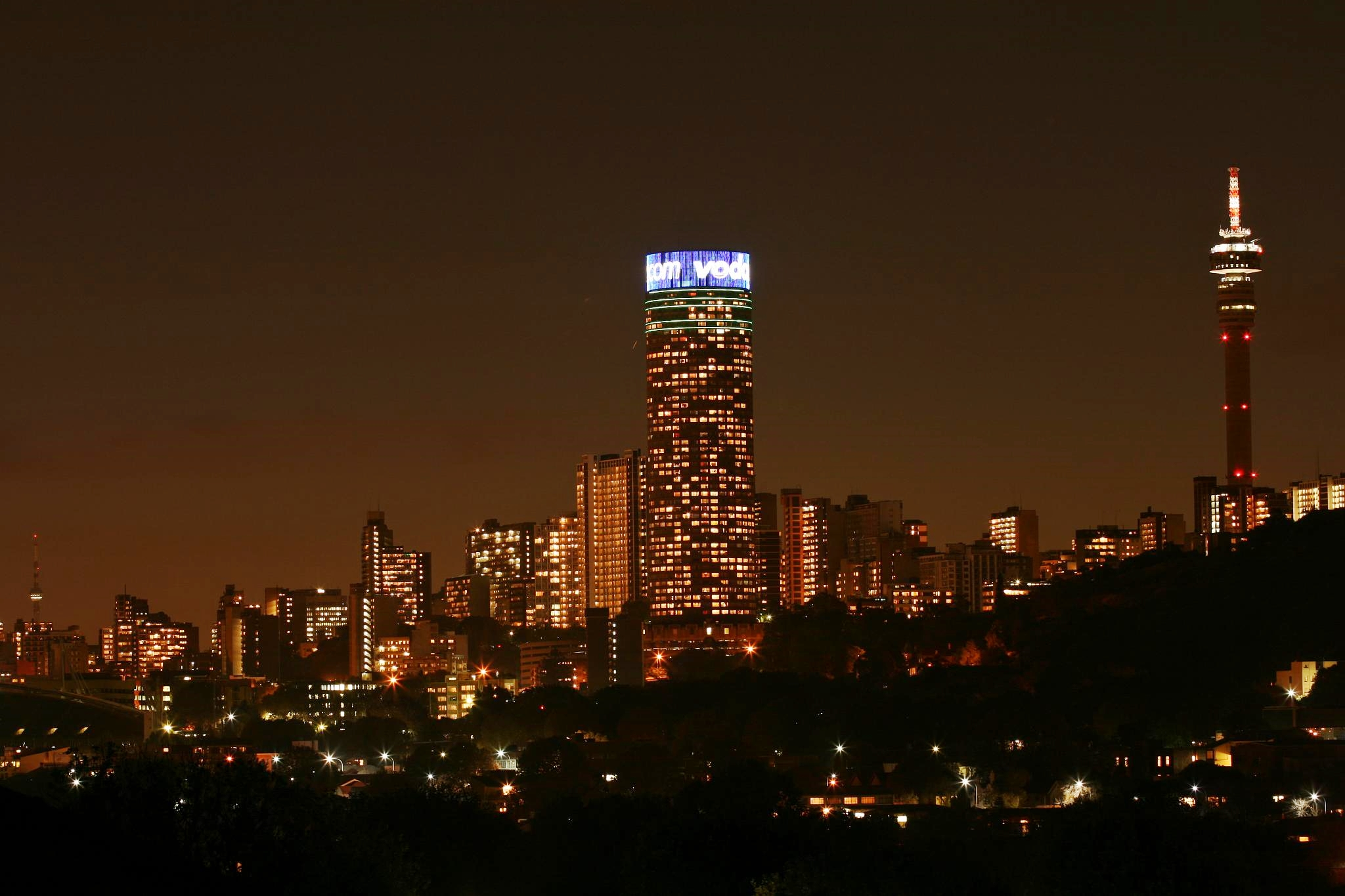
요하네스버그
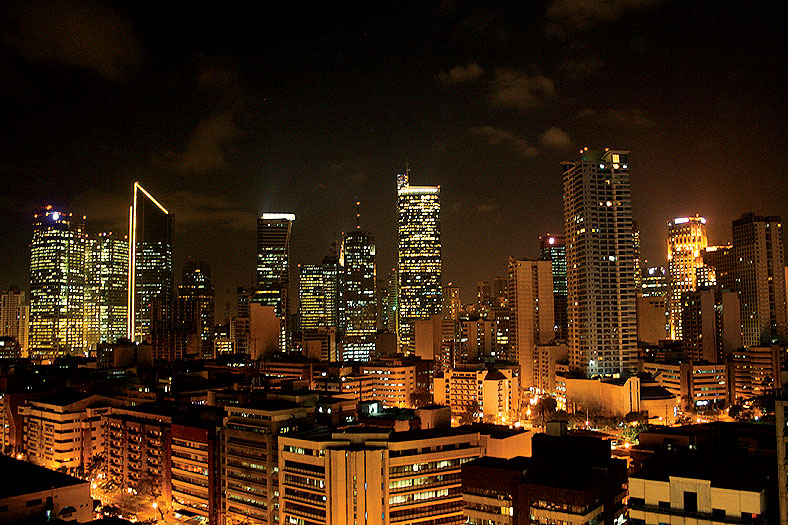
마닐라
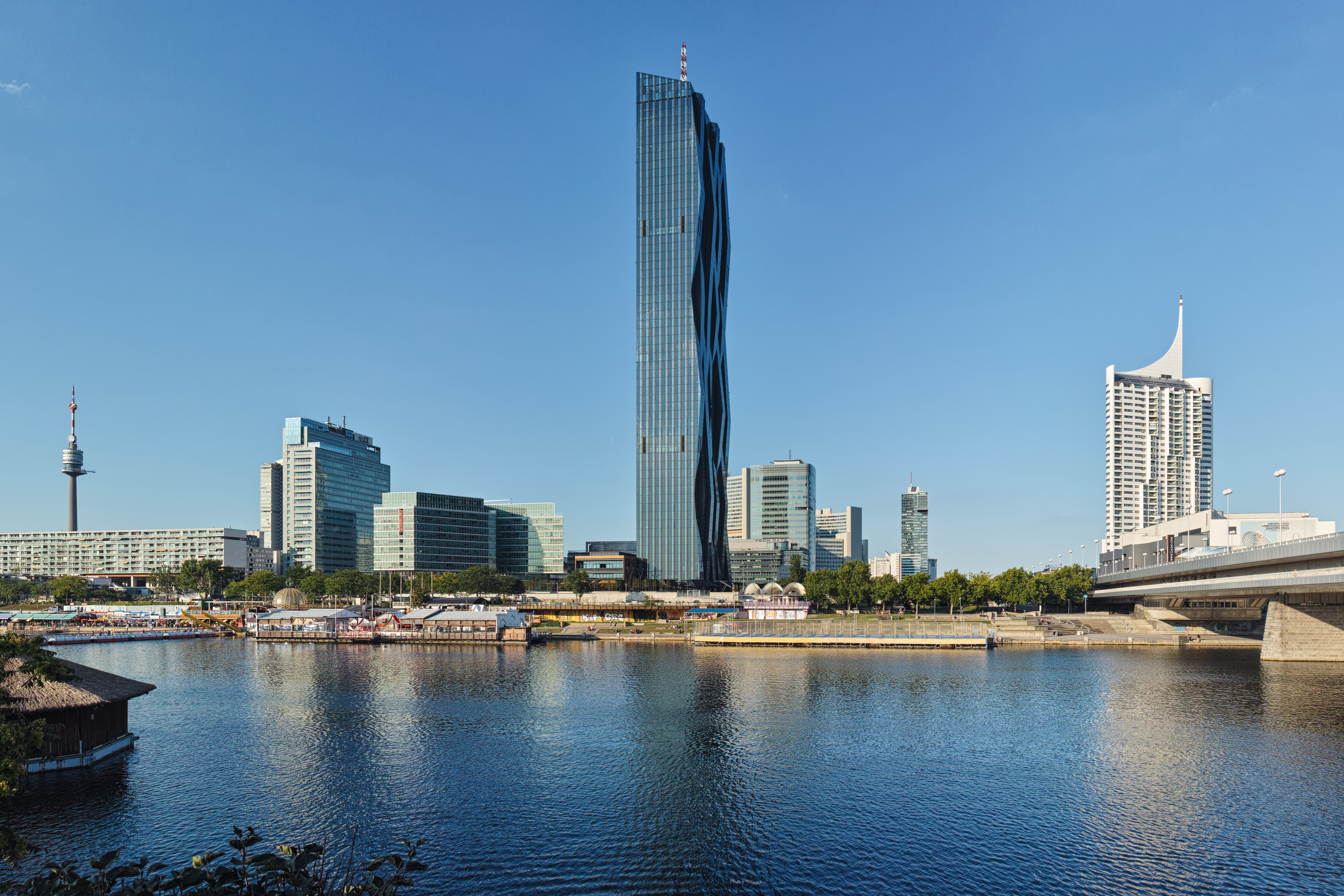
비엔나
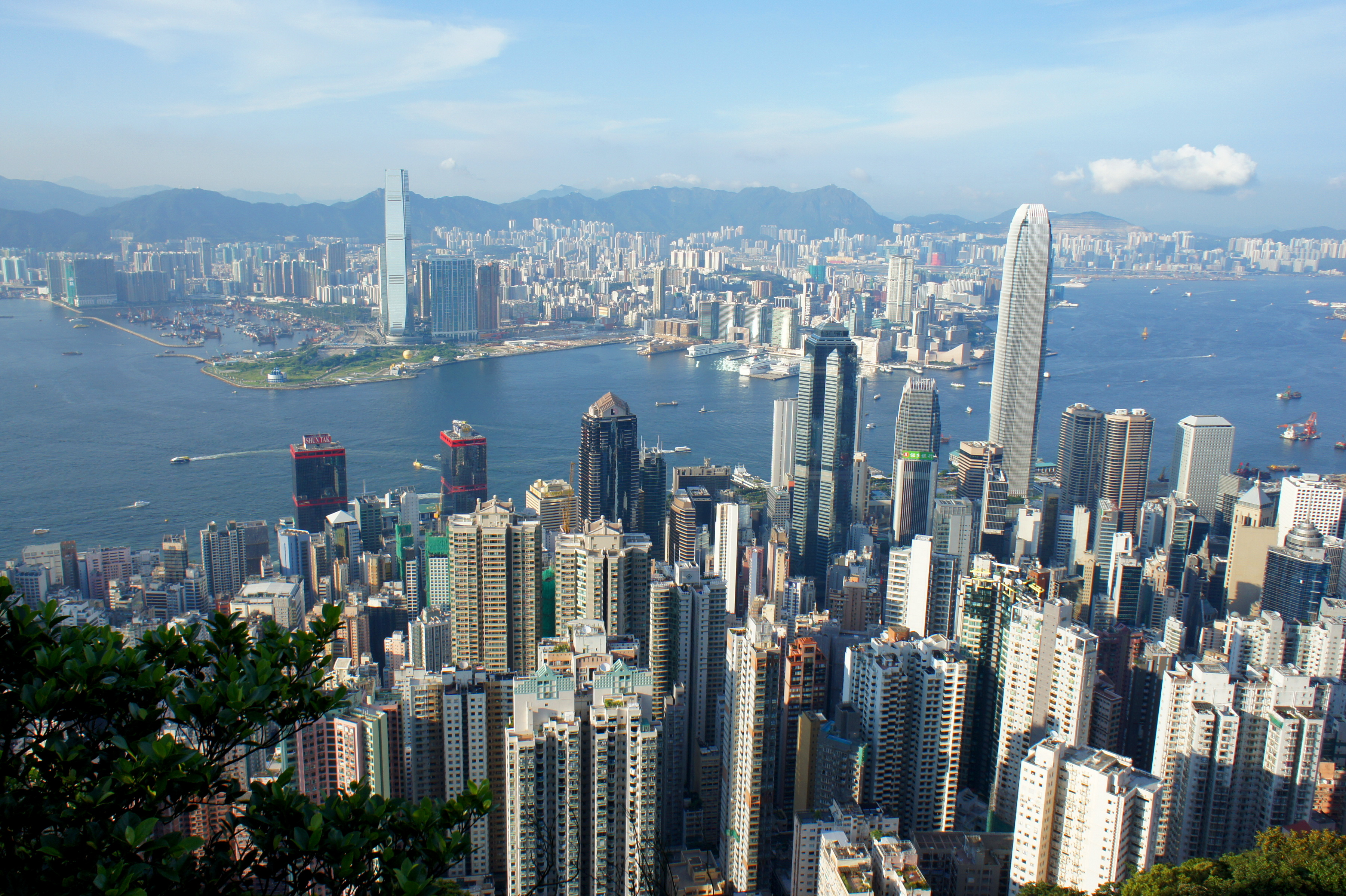
홍콩
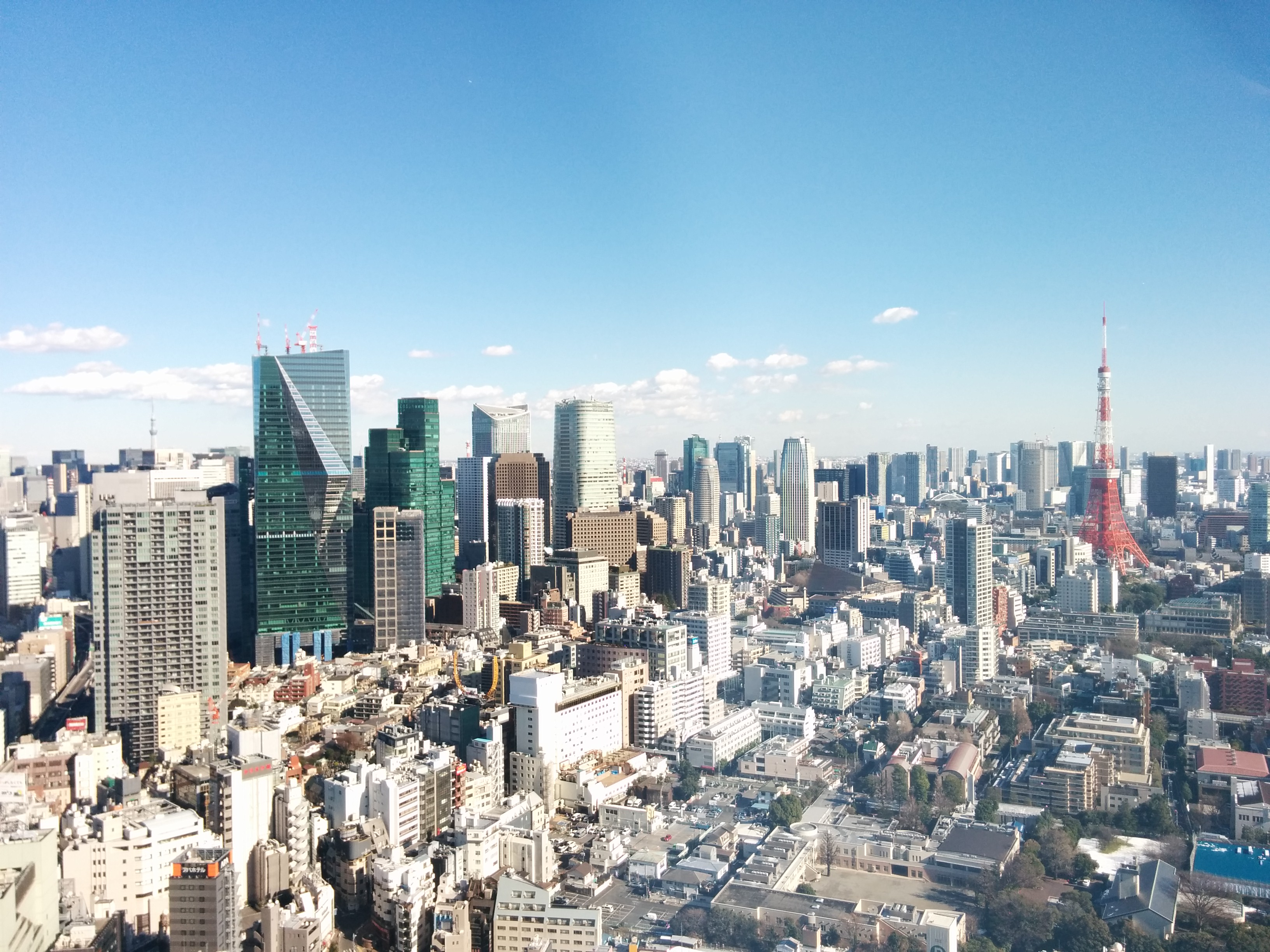
도쿄
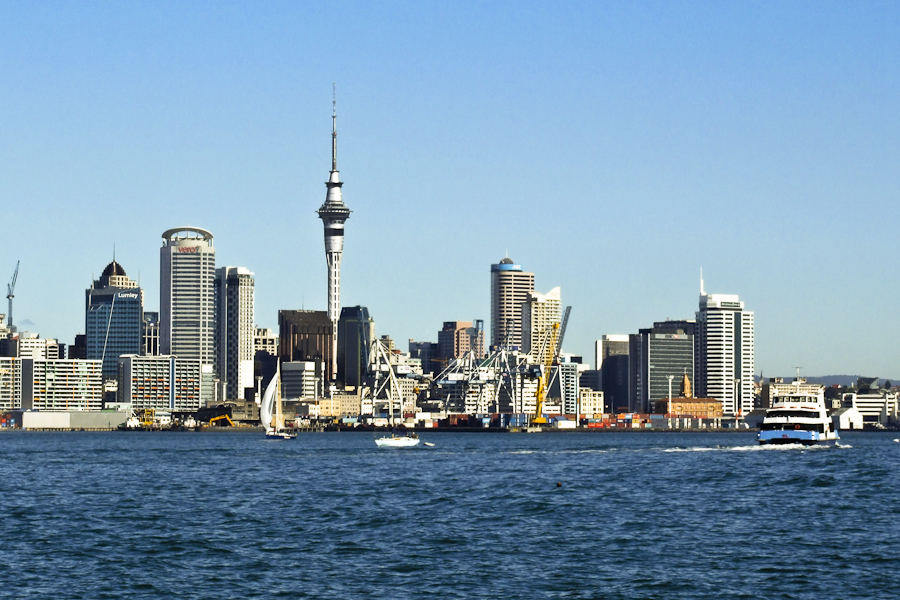
오클랜드
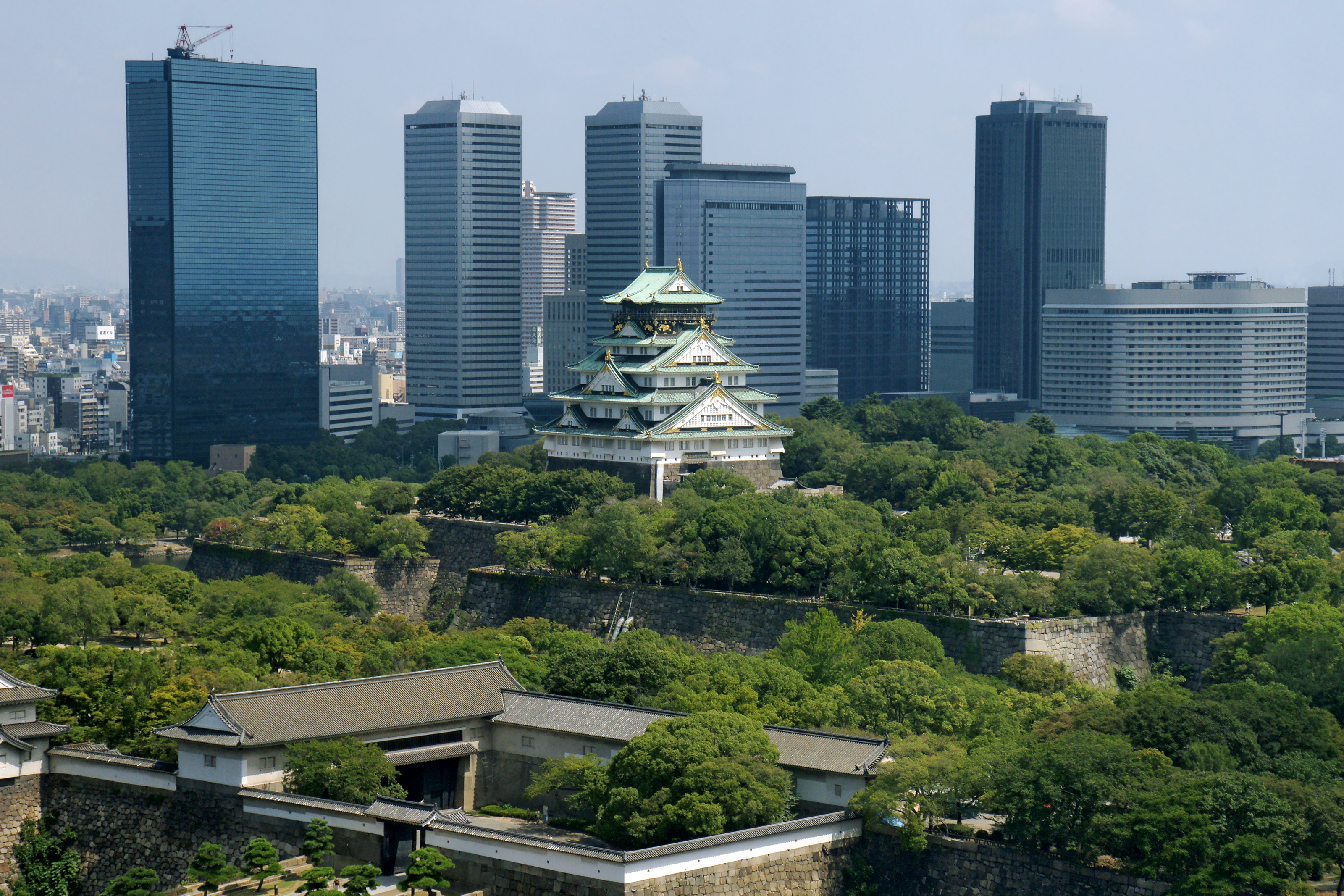
오사카부

## 순위
글로벌 도시 순위는 수없이 많고, 한 연구에 따르면 무려 300개라고 한다. 대부분의 높은 순위의 도시들은 북미와 유럽에 있다.

### GaWC 연구

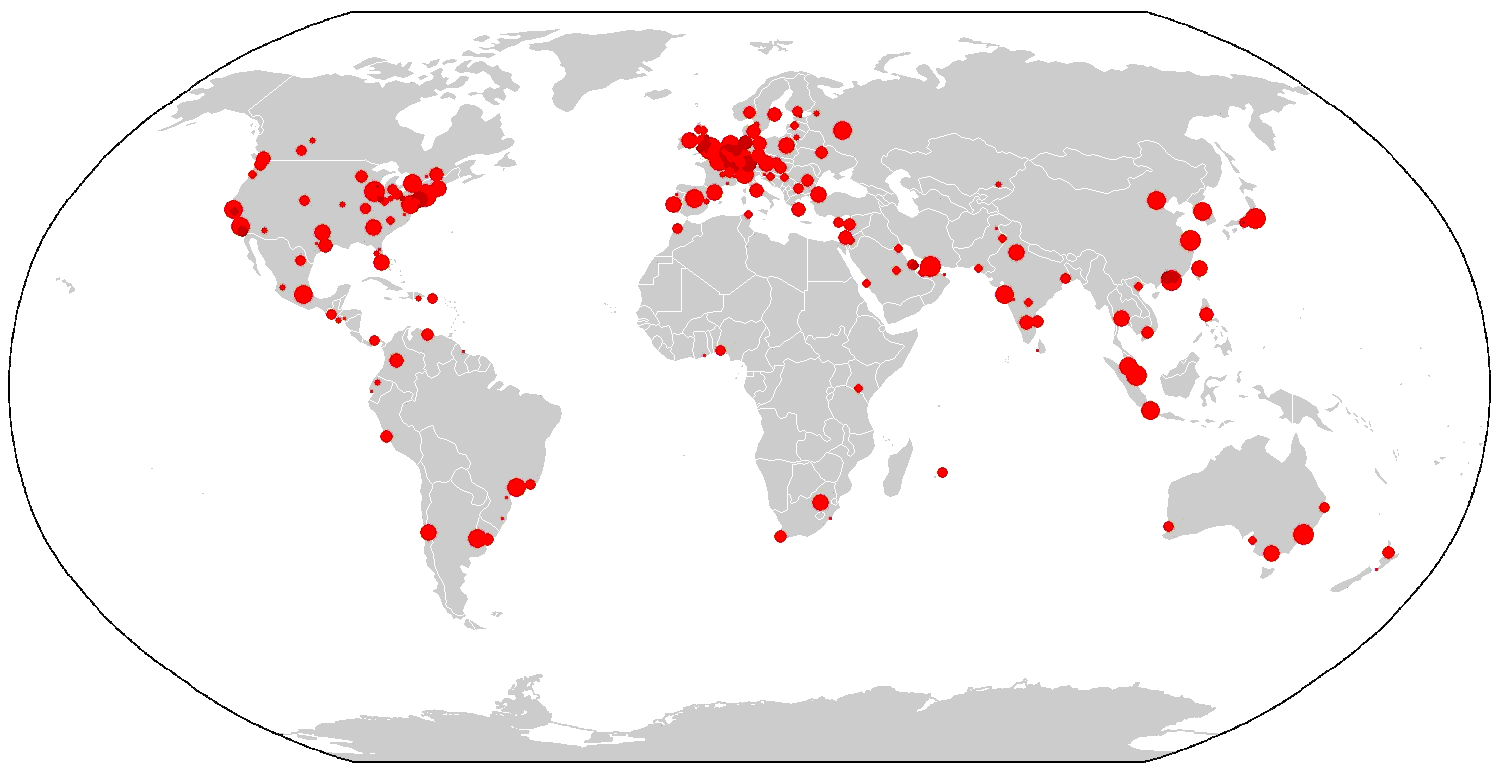
GaWC 세계도시 분포(2010년 자료)

Jon Beaverstock, Richard G. Smith, 그리고 Peter J. Taylor는 세계화와 세계 도시 연구 네트워크(GaWC)를 설립했다. GaWC Research Bulletin 5의 세계 도시 목록은 회계, 광고, 은행/금융, 법률의 네 가지 "고급 생산자 서비스"를 통한 연결성에 따라 순위가 매겨진다. 비록 저자들은 "도시 순위에 대한 우려는 GaWC 프로젝트의 정신에 반하여 작동한다"고 경고하지만, GaWC 목록은 세 가지 수준의 글로벌 도시와 여러 하위 순위를 식별한다. 2004년 순위는 여러 가지 새로운 지표를 추가하면서 도시 경제를 정치적, 문화적 요인보다 더 무겁게 순위를 매기고 있다.1998년 버전과 유사한 2008년 등록 목록은 알파 세계 도시(4개 하위 범주 포함), 베타 세계 도시(3개 하위 범주), 감마 세계 도시(3개 하위 범주) 및 고효율 도시들로 분류된다. 2018년 판의 상위 2개 분류에 포함된 도시들은 다음과 같다:

#### 알파 ++
- 런던
- 뉴욕
- 파리

#### 알파 +
- 베이징
- 두바이
- 홍콩
- 상하이
- 싱가폴
- 도쿄

### 세계 도시 경쟁력 지수
2012년 경제 인텔리전스 유닛(Economist Intelligence Unit, 이코노미스트 그룹)은 자본, 기업, 인재 및 방문객을 유치할 수 있는 검증된 능력에 따라 글로벌 도시의 경쟁력을 평가했다.

### 글로벌 도시 지수
008년, 컨설팅 회사인 A사와 함께 일하는 미국 잡지 포린 폴리시(Foreign Policy)가 발간되었다. A.T. Kearney와 Chicago Council on Global Affairs는 Saskia Sassen, Witold Rybczynski, 그리고 다른 사람들과의 협의를 바탕으로 세계 도시들의 순위를 발표했다. 외교 정책(Foreign Policy)는 "세계에서 가장 크고, 가장 상호 연결된 도시들이 국제적 의제를 설정하고, 초국가적 위험을 방지하며, 세계 통합의 허브 역할을 한다"고 언급했다. 그들은 자국을 위한 성장의 원동력이며, 그들 지역의 자원으로 가는 관문이다. 이 순위는 5개 차원(비즈니스 활동, 인적 자본, 정보 교환, 문화 경험 및 정치 참여)에 걸친 27개 지표를 기반으로 하며 2010, 2012, 2014, 2015, 2016, 2017, 2018 및 2019년에 업데이트되었다. 2015년 이후, 개인 웰빙, 경제, 혁신, 그리고 지배구조의 네 가지 차원에 걸친 13개 지표의 변화율을 바탕으로 한 도시의 잠재력을 투영한 세계 도시 전망과 함께 발행되었다. 2020년의 최상위 도시는 다음과 같다:
- 2020 글로벌 도시 지수:

1. 뉴욕
2. 런던
3. 파리
4. 도쿄
5. 베이징
6. 홍콩
7. 로스 엔젤레스
8. 시카고
9. 싱가폴
10. 워싱턴 D.C.

### 글로벌 도시 계획
2016년에 실시된 Brookings Institution의 연구는 글로벌 도시를 7가지 범주로 구분하는 자체 유형을 도입했다. 글로벌 거대 기업, 아시아 앵커, 신흥 게이트웨이, 중국 공장, 지식 캐피털, 미국 미들급 및 국제 미들급
글로벌 거대 기업에는 선진국에서 가장 큰 도시인 부유하고 극도로 큰 대도시 지역이 포함된다. 금융 시장과 주요 기업의 허브이며 글로벌 자본 흐름과 인재 흐름의 핵심 노드 역할을 한다.
- 런던
- 로스 앤젤레스
- 뉴욕
- 파리
- 도쿄

### 세계 도시 연구소
글로벌 도시 연구소가 집계한 글로벌 상위500개의 도시 분석보고서는 2019년 12월 27일 뉴욕에서 발표되었다. 브랜드 가치별 상위 10개 도시는 다음과 같다:
1. 뉴욕
2. 런던
3. 도쿄
4. 파리
5. 로스 앤젤레스
6. 시드니
7. 베를린
8. 싱가폴
9. 홍콩
10. 토론토

### 세계 경제 동력 지수
2015년, Richard Florida가 집계한 메타리스트인 제2차 세계 경제력 지수는 The Atlantic (Martin Prosperity Institute가 발표한 이름표와 구별되는)에 의해 발표되었으며, 도시 복합지수는 5개의 다른 목록에 기초하여 순위가 매겨졌다.

### 글로벌 파워 도시 지수
도쿄에 있는 모리 메모리얼 재단의 도시 전략 연구소는 2019년에 세계 도시에 대한 종합적인 연구를 발표했다. 경제, 연구개발, 문화교류, 생활성, 환경, 접근성 등 6개 부문에서 순위가 매겨지며, 그 중 70개의 지표가 있다. 세계 10대 도시도 관리자, 연구원, 예술가, 방문객, 거주자를 포함한 주관적인 범주에 의해 순위가 매겨진다.
- 글로벌 파워 도시 상위 10개국:

1. 런던
2. 뉴욕
3. 파리
4. 도쿄
5. 싱가폴
6. 암스테르담
7. 베를린
8. 홍콩
9. 시드니
10. 오사카

### 슈뢰더 세계 도시 지수
영국의 자산 관리 회사인 슈뢰더스는 세계 도시들의 경쟁력을 평가했다. 2020년 판의 "상위 30개" 분류에서 상위 10개 도시는 다음과 같다:
1. 로스 앤젤레스
2. 런던
3. 파리
4. 홍콩
5. 보스턴
6. 시애틀
7. 샌프란시스코
8. 시드니
9. 시카고
10. 뉴욕
11. 산 호세

### 부 보고서
"부 보고서"(재산과 부에 대한 우수한 글로벌 관점)는 런던에 본부를 둔 부동산 중개업자 Knight Frank LLP와 Citi Private Bank가 만든 것이다. 이 보고서에는 세계 HNWI(순자산 가치가 높은 개인, 투자 가능한 자산 2500만 달러 이상)에게 가장 중요한 도시가 어디인지를 평가하는 "글로벌 시티 조사"가 포함되어 있다. 글로벌 도시 시티 조사(Global City Survey)를 위해 Citi Private Bank의 재산 자문위원과 Knight Frank LLP의 호화 부동산 전문가들은 HNWI들에게 가장 중요하다고 생각하는 도시를 "경제 활동", "정치 활동", "지식과 영향력", "삶의 질"과 관련하여 지명하도록 요청 받았다.
- 2015년 UNNWI에 가장 중요한 도시:

1. 런던
2. 뉴욕
3. 홍콩
4. 싱가폴
5. 상하이
6. 마이애미
7. 파리
8. 두바이
9. 베이징
10. 취리히

- 2025년 UNNWI에 가장 중요한 도시:

1. 뉴욕
2. 런던
3. 홍콩
4. 싱가폴
5. 상하이
6. 베이징
7. 마이애미
8. 두바이
9. 파리
10. 취리히

### 세계에서 가장 많이 언급된 도시
런던에 본사를 둔 Built environment 통신 회사인 ING Media의 연구는 2019년 소셜 미디어와 온라인 뉴스 전반에 걸친 총 온라인 언급으로 250개의 글로벌 도시를 선정했다. 조사 결과, 디지털 언급의 5분의 1이 도쿄, 뉴욕, 런던, 파리 등 세계 슈퍼 브랜드로 파악됐다. 2019년판 상위 10개국은 다음과 같다:
1. 도쿄
2. 뉴욕
3. 런던
4. 파리
5. 마드리드
6. 두바이
7. 로마
8. 바르셀로나
9. 오사카

### 세계 최고의 도시
부동산 고문 공명 컨설팅은 6개 차원에 걸쳐 각 도시를 평가한다: 장소("도시의 자연 및 건축 환경의 우수한 품질"), 제품("핵심 기관, 볼거리 및 인프라", 프로그래밍("예술, 문화, 엔터테인먼트 및 요리 분야", 사람("이민율과 다양성"), 번영("고용 및 기업 본사") 및 홍보("직업, 참조 및 권장사항") 온라인 공유").
1. 뉴욕
2. 런던
3. 파리
4. 도쿄
5. 로스엔젤레스
6. 베이징
7. 홍콩
8. 시카고
9. 싱가포르
10. 상하이

## 같이 보기
- 세계도시(에큐메노폴리스)
- 금융센터
- 세계화와 글로벌 도시 연구 네트워크
- 도시별 GPD 목록
- 거대도시(메가폴리스, 도시형)
- 대도시
- Ranally 도시 등급제

## 참고 문헌
- 도시공간과 연계된 연계성 보고
- 세계 도시 시스템: 연구 과제 보관됨 2006-05-27 - 웨이백 머신 유타대학의 Jeffrey Kentor와 Michael Timberlake, 어바인 캘리포니아 대학의 David Smith.
- UN-HABITAT: 세계 도시 국가